# Gnus
Gnus je vrsta emocionalne reakcije, ki vključuje odmik od osebe ali predmeta z močnim izrazom odpora, bodisi realnim ali igranim. Druga razlaga gnus definira kot odpor do potencialne okužbe. Gnus je eden od osnovnih, preprostih čustev, ki služijo varovanju organizma pred zaužitjem potencialno škodljive snovi ter tako omogoča izogibanje boleznim. Navadno je asociiran s pojmi, kot so: nečistoča, neužitno, infekcijsko, krvavo. Strah pred okužbo, pred insekti, odpadnim materialom in drugimi dejavniki, ki porušijo naravni red, lahko spodbudi gnus. V tem primeru gnus izhaja iz procesa sklepanja na podlagi zaznavne izkušnje. Na primer vedenje, da so insekti v preteklosti povzročali kugo, lahko pripelje do občutenj odpora in gnusa do insektov, ki sicer niso škodljivi.
Gnus se je evolucijsko razvil kot odziv na neužitno hrano, ki bi lahko škodila organizmu. Tako ljudje na primer še danes kažejo gnus v stiku s pokvarjenim mlekom ali okuženim mesom. Mnoge raziskave so trdile, da služi čustvo gnusa kot funkcija zaščite pred boleznijo. Gnus tako spodbudijo tudi predmeti ali osebe, ki kažejo znake bolezenske okužbe.
Gnus je ena od osnovnih emocij, ki je značilna in prepoznana v vseh kulturah. Čeprav različne kulture pojmujejo za gnusne različne stvari, je reakcija na objekt gnusa v vseh kulturah enaka. Vključuje namreč specifične obrazne izraze, katerih karakteristike so rahlo namrščene obrvi, zavihana zgornja ustnica, gubanje nosu in rahlo viden jezik, torej rahlo odprta usta. Obrazni izraz gnusa se pojavlja tudi pri slepih posameznikih ter pri tistih, ki so rojeni gluhi.
Gnus je raziskoval in opisoval že Darwin, nato pa je to čustvo do leta 1990 bilo bolj ali manj ignorirano, kar je presenetljivo, glede na to, da gre za eno od osnovnih čustev (poleg jeze, strahu, veselja, žalosti itd.). V poučevanju psihologije se je gnus dodobra pojavil šele v zadnjem desetletju 20. stoletja. Razlogov za to je veliko, med drugimi tudi pomanjkanje zanimanja v primerjavi z drugimi čustvi, povezovanje gnusa predvsem samo s področjem hrane, izogibanje raziskovanju čustva, ki je že samo po sebi neprijetno ipd.

## Vrste gnusa

### Socialno-moralni gnus
Nekateri raziskovalci so predstavili dvo-faktorski model gnusa, ki vključuje osnovni gnus (ang. core disgust) in gnus kot opomnik živalskosti (ang. animal reminder disgust). Prvo vrsto gnusa naj bi spodbujali dražljaji kot so na primer žuželke, pokvarjena hrana, odpadki. To čustvo je enako čustvu, ki ga pri dojenčkih sproža kisla ali grenka hrana. Druga vrsta gnusa pa izraža zavračanje dražljajev, ki služijo kot opomnik na živalski izvor človeka, in je značilna zgolj za ljudi, spodbudili pa naj bi jo dražljaji, kot so na primer smrt, slaba higiena.
Poleg teh dveh vrst gnusa pa so Rozin in drugi (1994) v članku dodali tudi gnus, ki ga vzbudi direkten ali posreden fizičen kontakt s tujci ali z ljudmi, s katerimi si tega ne želimo (ang. interpersonal contamination).
Nekateri raziskovalci pa navajajo socialno-moralni gnus (ang. socio-moral disgust). Ta oblika se pojavi, kadar so prečkane socialne ali moralne meje, ali pa se nam zdi, da sta kršena posameznikova pravica do avtonomije in njegovo dostojanstvo. Toda, za razliko od osnovnega gnusa, se dražljaji, ki v posamezniku sprožijo socialno-moralni gnus, razlikujejo od kulture do kulture.
Obstaja velika povezava med socialno-moralnim gnusom in jezo, kar so avtorji v raziskavi tudi dokazali z opisi čustev, ki so jih podali udeleženci raziskave. V povezavi z osnovnim gnusom pa se jeza ne pojavi. Raziskava je potekala tako, da so udeležencem raziskave pokazali različne slike, ki so v njih vzbudili socialno-moralni ali osnovni gnus. Po ogledu vsake izmed slik, so na večstopenjski lestvici ocenili, kako močno so ob ogledu občutili veselje, žalost, jezo, gnus in strah. S tem so dobili dokaz, da obstajata dve vrsti gnusa, saj se je osnovni gnus najbolj povezoval s strahom, socialno-moralni gnus pa z jezo in žalostjo. Poleg tega so dokazali tudi, da s časom in navajenostjo na dražljaj, intenzivnost osnovnega gnusa pojenja, intenzivnost socialno-moralnega gnusa pa se še okrepi.  Ugotovili so, da so ženske bolj občutljive za osnovno obliko gnusa, medtem ko pri socialno-moralnem gnusu ni bilo statistično pomembnih razlik med spoloma. Za socialno-moralni gnus so bolj dovzetni ljudje, ki imajo bolj razvit moralni čut.
Raziskovalci (Ottaviani, Mancini, Petrocchi, Medea in Couyomdijan, 2013) so ugotovili, da socialno-moralni gnus in fizični gnus spremljajo različne fiziološke reakcije. Moralni gnus, je povezan z jezo (kot so odkrile tudi druge raziskave) in povzroči zvišan srčni utrip in manjšo uravnovešenost simpatičnega živčevja in parasimpatičnega živčevja. Fizični gnus pa spremlja občutek umazanosti in povzroči povečano aktivnost parasimpatičnega živčevja. Rezultati te raziskave kažejo, da ima moralni gnus isti izvor kot fizični samo pri udeležencih z obsesivno kompulzivnimi motnjami in da je gnus odziv, ki je različen za vsakega posameznika.
Tudi fobije se povezujejo z različnimi vrstami gnusa. Na primer fobija pred pajki je bolj povezana z dražljaji, ki sprožajo osnovni gnus, medtem ko je strah pred krvjo, injekcijami in poškodbami (ang. blood-injection-injury phobia) povezan z dražljaji, ki sprožajo »gnus kot opomnik živalskosti«.

### Gnus do samega sebe
Gnus usmerjen proti samemu sebi ostaja, navljub raziskavam, še dokaj skrivnostno čustvo. Njegova narava ostaja še nepojasnjena, torej njegove specifične karakteristike in kako ga subjektivno doživlja vsak posameznik. V eni izmed raziskav (Bagshaw, Markland, Overton, Simpson in Taggart, 2008) so ugotovili, da na gnus do samega sebe vplivata dva dejavnika—gnusen jaz (ocenjevanje sebe) in gnusni načini (ocenjevanje vedenja).
Ameriški psihiater Aaron T. Beck navaja, da se lahko napredovanje samokritičnega disfunkcionalnega prepričanja razvije (ali pa je podlaga) za depresijo. Nadaljuje še s tem, da se lahko občutek odpora so samega sebe razvije v gnus do sebe. Psihologa Kenny in Baron (1986) sta raziskovala odnos med gnusom do samega sebe ter disfunkcionalnimi prepričanji o samem sebi in depresijo. Prišla sta do ugotovitve, da gnus usmerjen proti samemu sebi le delno vpliva na človekova disfunkcionalna prepričanja in depresijo, saj nanju zelo verjetno vplivajo še druge spremenljivke, npr. samospoštovanje.
Gnus do samega sebe je sicer močno povezan z občutkom sramote, vendar pa je zagotovo nekoliko bolj stroga različica le-te, zato ga obravnavamo kot posebno čustvo. Lahko pa ga uvrstimo med čustva povezana z nesamozavestjo. Nekateri raziskovalci (npr. Barret, Zahn-Waxler in Cole, 1997) trdijo, da sram in krivda izvirata iz gnusa do samega sebe. Pri čemer se sram izrazi kot gnus usmerjen proti sebi, krivda pa gnus usmerjen proti dejanju, ki ga nekdo izvaja.
Gnus do sebe se je pokazal kot pomembna komponenta, dejavnik in/ali podlaga za razvoj raznih mentalnih problemov ( npr. obsesivno kompulzivna motnja, motnje hranjenja, depresija). Dokazali so, da je gnus do samega sebe psihopatološka značilnost, saj se je pokazala v povečani količini pri vseh raziskanih motnjah. Raziskovalec Powell in sodelavci (2013) so v eni od raziskav preverjali veljavnost hipoteze, da je subjektivna izkušnja gnusa da samega sebe povezana s simptomi depresije. Udeleženke raziskave so bile samo ženske, saj naj bi bila huda depresija dvakrat bolj pogosta pri ženskah kot pri moških. Zanimiva ugotovitev te raziskave, povezana z gnusom do samega sebe ter žalostjo in depresijo, govori o tem, gnusa ni za pričakovati pri vseh ljudeh diagnosticiranih z depresijo, ima pa v nekaterih primerih precejšnjo vlogo. Tudi, ko se osebi stanje izboljša, lahko še vedno čuti gnus usmerjen proti samemu sebi. Pomembna ugotovitev pa je tudi, da je potrebno biti pri zdravljenju depresije pozoren tudi na čustvene faktorje saj zgolj zdravljenje depresije ne »odstrani« tudi občutka gnusa do samega sebe.
V raziskavi, ki so jo opravili Smith in sodelavci  leta 2015 pa so dokazali, da ima gnus do samega sebe pomembno posredniško vlogo v odnosu med depresijo in nesamomorilnim samopoškodovanjem ter v odnosu med spolno zlorabo in nesamomorilnim samopoškodovanjem. Posamezniki, ki so poročali o nedavnih samopoškodbenih vedenjih (samopoškodbe v zadnjem letu) so pokazali večje stopnje gnusa do samega sebe, depresije ter simptomov anksioznosti ter povečano verjetnost za zgodovino fizične in/ali seksualne zlorabe, v primerjavi z udeleženci s preteklimi samopoškodbenimi vedenji (zgodovina samopoškodb, ampak ne v zadnjem letu) ali udeleženci brez teh vedenj. Pomembna je tudi ugotovitev, da je gnus do samega sebe igral popolno posredniško vlogo v odnosu med depresijo in samopoškodbenimi vedenji, kar kaže na to, da igra enako pomembno, če ne bolj pomembno vlogo za razvoj teh vedenj, kot pa sama depresija. Vzorec raziskave so sestavljale predvsem osebe ženskega spola, ki so bile povprečno stare 19 let. Tudi na sploh se nesamomorilno samopoškodovanje pogosteje pojavlja pri osebah ženskega spola, prisoten pa je v vseh etničnih skupinah.
Možno je, da ima gnus do samega sebe tudi dvosmerne vplive. Bolj specifično, posamezniki so občutili večje stopnje gnusa do samega sebe po spopadu s samopoškodbami. Tako se posamezniki vključijo v samopoškodbena vedenja, ko se počutijo gnusne samim sebi in elementi tega se znižajo, saj je napetost sproščena skozi samopoškodbe (gnusen jaz). Kljub temu pa bi se lahko elementi gnusa do samega sebe povečali zaradi njihovih vedenj in udeleženosti pri samopoškodbenih vedenjih (gnusni načini).

## Izražanje in prepoznavanje gnusa
Dokazano je, da otroci že zelo zgodaj prepoznavajo osnovna čustva, saj le-to sposobnost uporablja za komunikacijo.  Že v predšolskem obdobju so sposobni kategorizirati posamezna čustva in jih opredeliti v ustrezno situacijo. Prepoznavanje nekaterih čustev pa ni tako preprosto. Tak primer je gnus, ki tudi sodi med osnovna čustva,  ampak  ga ljudje, po rezultatih različnih raziskav (Pochedly, Russell in Widen, 2012 ;
Russell in Widen, 2010; Giner-Sorola in Russell, 2011), ne prepoznavajo prav dobro.  Res je, da se prepoznavanje obraznih potez razvije že zelo zgodaj, toda ali je prepoznavanje gnusa tako preprosto kot prepoznavanje veselja? Pri dojenčkih je zelo problematično, ker ne moremo reči, da  otrok prepozna gnus v pravem pomenu besede. Lahko, da ga prepozna le kot negativno čustvo, zato ne moremo zagotovo  trditi, da je dojenček že sposoben prepoznati gnus. Zavedati se moramo, da je dejavnike,  ki vplivajo na jezo, zlahka določiti, medtem ko na gnus ne vpliva tako veliko število dejavnikov in tudi vzroki za to čustvo  niso tako raznoliki, kot za jezo. Občutenje jeze je bolj individualno pogojeno čustvo, medtem ko ima na doživljanje gnusa precejšen vpliv tudi kultura. Prepoznavanje obraznih izrazov za gnus zelo pogojeno tudi s situacijo. Ljudje  tudi zelo težko navajamo razloge za občutenje gnusa in verjetno je to povezano z nedostopnostjo teh razlogov. Morda se jih ne moremo spomniti ali pa jih preprosto ne vemo in nam je občutenje gnusa povsem logično.
Avtorji Pochedly, Widen in Russell (2012)  so izvedli raziskavo, ki se je osredotočila na to, kako dobro otroci razlikujejo med obrazom, ki izraža gnus in obrazi, ki izražajo druge emocije. 	
Udeleženci te raziskave so bili otroci, stari med 5 in 14 let. Pri raziskavi je sodelovalo 120 otrok in sicer 54 dečkov in 66 deklic.
Pred začetkom raziskave so raziskovalci vsakemu otroku povedali, da bo videl več različnih obrazov in ga prosili, da obkroži besedo iz seznama besed, ki najbolje opiše čustvo osebe na fotografiji.  Besede na seznamu so bile: jezen, osramočen, vesel, žalosten, prestrašen, presenečen in »disgusted« (beseda nima točnega enobesednega prevoda v slovenščino, pomeni pa, da nekdo čuti gnus). Vsak udeleženec je videl štiri ali pet fotografij obrazov. Vsako fotografijo si je ogledal posebej in ocenil vsak izraz na obrazu na fotografiji preden je videl naslednjega. Vsi otroci so obraze videli v istem vrstnem redu: najprej so videli obraz, ki je prikazoval vesel nasmeh, nato so videli obraz, ki je prikazoval presenečenje, sledil mu je obraz, ki je prikazoval strah, nato pa je sledila fotografija, ki je bila različna pri vsaki skupini otrok: otrok je videl bodisi fotografijo, ki je prikazovala namrščen in jezen izraz na obrazu, bodisi fotografijo, ki ni prikazovala obraza ali pa fotografijo, ki je prikazovala obraz nekoga, ki mu je slabo. Naslednja fotografija je prikazovala gnus. Ta fotografija je prikazovala osebo, katere nos je bil namrgoden.
Pochedly, idr.(2012) so dobili takšne rezultate: s katero besedo so otroci ocenili fotografijo, ki je prikazovala gnus je bilo odvisno od tega, katera izmed treh fotografij (obraz, ki je prikazoval jezo, fotografijo brez obraza ali fotografijo, ki je prikazovala nekoga, ki mu je slabo) so videli tik preden so zagledali fotografijo, ki je prikazovala gnus. Če so pred fotografijo, ki je prikazovala gnus videli fotografijo jeznega obraza je večina otrok izbrala besedo disgusted (osebi na fotografiji se nekaj gnusi) za opis fotografije, ki je prikazovala gnus. Če med fotografijami ni bilo fotografije obraza, ki je izražala jezo, so otroci za opis obraznega izraza, ki je prikazoval gnus največkrat uporabili besedo jezen. Če so pred obrazom, ki je prikazoval gnus videli obraz, ki je predstavljal nekoga, ki mu je slabo, je še več otrok za opis obraznega izraza, ki je prikazoval gnus uporabilo besedo jezen. 
Pochedly, idr. (2012) so prišli do zaključkov, da udeleženci v obraznem izrazu gnusa ob določenih pogojih ne vidijo gnusa, ampak drugo čustvo. Ugotovili so tudi, da fotografija, ki je predstavljala gnus ni nujno najboljša, saj v določenih pogojih očitno sproža asociacijo na jezo.

V raziskavi, ki sta jo izvedla Russell in Widen (2010) so psihologi izhajali iz dejstva, da večina ljudi prepozna obrazni izraz gnusa kot jezo. Pravijo, da je to zelo odvisno od konteksta, zato so postavili hipotezo, da je prepoznavanje obraznega izraza odvisno od metode, ki je uporabljena za pridobivanje podatkov. Eksperimentatorji so opredelili nepravilno metodo. Le-ta naj bi bila takrat, ko sodelujoči dobili seznam čustev, ki jih morajo razvrstiti k primerni fotografiji. Število čustev in število slik se ujema in tukaj se pokaže pomanjkljivost metode. Posameznik bo videl tipični izraz jeze in ji bo to čustvo tudi pripisal. Potem, ko bo videl fotografijo osebe z namrščenim nosom, ji bo logično pripisal čustvo gnus, ker bo le to še edino ostalo. Če pa  čustvo jeza na seznamu ne bi bilo navedeno, bi se pri udeležencih že  pojavila dilema in nasprotje med obrazom, ki izraža  gnus in obrazom, ki prikazuje jezo.  Iz rezultatov raziskave lahko  torej sklepamo, da je zelo pomembno kakšne so predhodne pokazane fotografije in zelo pomemben dejavnik je, ali je predhodno pokazana fotografija obraz, ki prikazuje jezo. Psihologa Widen in Russell sta ob vedenju, da lahko otrok že kot dojenček prepozna emocionalno stanje druge osebe z opazovanjem obrazne mimike, leta 2010 izvedla raziskavo, s katero sta hotela to preizkusiti tudi v praksi. Natančneje sta se osredotočila na prepoznavo gnusa, kajti njuna hipoteza je bila, da otroci gnus velikokrat zamenjujejo z mimiko, ki jo pripisujemo jezi. V njuni raziskavi je sodelovalo 84 otrok, starih od štiri  do devet let, poleg tega pa tudi 22 ljudi, ki so hodili na univerzo. Raziskava se je najprej začela z igro eksperimentatorja in otroka zato, da se je slednji počutil sproščeno. Nato je bila otroku na šestih fotografijah prikazana deklica, vsakič z drugačnim izrazom na obrazu, naloga otrok pa je bila, da so našteli vzrok in posledice emocije na posamezni fotografiji. Po tem so otroke spraševali tudi po lastnih izkustvih določenih emocij, za konec pa so jim pokazali še fotografije dveh deklet ter jih vprašali, kako se počutita na fotografiji. Po zaključku so njihove odgovore posredovali trem neodvisnim ocenjevalcem. Ti so pri prvi nalogi slišali samo vzrok in posledico določene emocije, sami pa so morali ugotoviti, za katero emocijo gre. Rezultati so pokazali, da so otroci pri gnusnem izrazu največkrat opisovali situacije, značilne za jezo in s tem zavedli ocenjevalce (le 23 odstotkov vseh mlajših udeležencev je pravilno interpretiralo gnus). Enake teste so naredili tudi na odraslih udeležencih, njihovi rezultati pa so bili boljši kot pri otrocih (še vseeno pa je le 63 odstotkov pravilno pojmovalo gnus, velika večina pa je to mimiko zamenjala z jezo). Raziskava je pokazala, da že predšolski otroci ločijo med dobrimi in slabimi emocijami-poznajo tudi že nekatere bolj kompleksne, obrazne mimike pa še ne prepoznajo dobro. Potrdila se je domneva, da otroci pogosto zamenjujejo gnus z jezo, kar pa se je izkazalo za skoraj nepomembno, kajti kot je omenjeno tudi zgoraj prav tako tudi velika večina odraslih udeležencev gnusa ni prepoznala. 
V naslednji raziskavi, ki pa sta jo načrtovala Giner-Sorola in Russell (2011) pa so primerjali razloge za občutenje gnusa in jeze, kot posledica nekih kršitev moralnih norm. Ugotovili so, da ljudje občutijo gnus  predvsem v situacijah, kjer je vključeno neko telesno nasilje, kot je na primer posilstvo. V primerih, kjer pa bo zgolj le kršenje nekih moralnih norm, brez nekega nasilja, pa so razlogi za gnus bolj sovpadali z razlogi za jezo. V drugem delu so raziskovali možne razlaga za nenatančno definiranje gnusa, ki temelji na fizičnem nasilju. Ugotovili so, da so bile, v primeru večje dostopnost razlogov za gnus, razlike med natančnostjo opredeljevanja jeze in gnusa zelo majhne. Zaključek je, da so razlogi za gnus manj natančni, ker se ljudje pogosto ne srečujemo s takšnimi situacijami. Ljudje so navajali razloge za občutenje gnusa pri  fizičnem nasilju  bolj pogosto kot pri psihičnem nasilju, medtem ko pri jezi teh razlik ni vidnih . 
Še ena raziskava, ki se nanaša na prepoznavanje gnusa v zvezi z otroki pa je študija Gosselina in sodelavcev (2008). V raziskavi so sodelovali otroci, stari od pet, šest, devet in deset let.  Metoda, ki so jo pri tej raziskavi uporabili je bila fotografija obrazov z različnimi izrazi, poleg nje pa tudi oznaka emocije, ki so jo morali pravilno umestiti k obrazu. Hipoteza, ki so jo postavili, je predvidevala, da bodo devet in deset letni otroci  gnus prepoznali v večji meri kot pa pet in šest let stari otroci. Otrokom so pokazali 56 fotografij, na katerih so bili različni kontrasti emocij (na primer veselje-žalost), najbolj pa so jih zanimali kontrasti kot so gnus-jeza, gnus-presenečenje, gnus-strah. Rezultati so pokazali, da so bili 9 in 10 let stari otroci bolj uspešni kot mlajši sodelujoči, to pa verjetno zaradi boljšega znanja o teh emocijah, kajti tudi odrasli, enako kot otroci stari deset let, nekatere izraze težje prepoznajo (so na enaki ravni prepoznavanja emocij). Raziskovalci so naredili še eno študijo, v kateri pa jih je zanimalo, kako dobro udeleženci ločijo gnus od ostalih emocij. Predvidevali so, da bodo gnus težje ločili od jeze in da bodo  devet in deset let stari otroci bolj točni. Otrokom so prikazali fotografije dveh emocij in med tema dvema so morali izbrati tisto, ki je bila navedena na desni strani. Rezultati so potrdili hipotezo, da so otroci, stari deset let bolj uspešni, verjetno zaradi boljše pozornosti in večje sposobnosti odkrivanja, kot mlajši otroci. 
Od Darwina  naprej je obrazno izražanje in prepoznavanje emocij v središču opisa emocij. Raziskovalci na tem področju  se strinjajo, da gnusu pripada skupina obraznih gibov okoli ust in nosu, vendar skupnega soglasja kakšne so natančne obrazne poteze gnusa ni. Darwin je poudarjal, da zevanje in podaljševanje jezika služi izločanju vsebin iz ust, nosna guba pa zmanjšuje dotok neprijetnih vonjav, nekateri pa pri izražanju gnusa  poudarjajo umik zgornje ustnice in nosno gubo v povezavi z dvignjenimi lici. 
Velika večina raziskav je bila bolj kot na proces izražanja čustev osredotočena na prepoznavanje. Prepoznavanje emocij je precej zapleten proces, ki je rezultat učenja, vključuje pa tudi znanje o pomenu različnih situacij, gest, lastnih čustvenih izrazov itd. Pri izražanju in uravnavanju emocij je poleg subjektivnega doživljanja in vedenja pomemben tudi fiziološki odziv – na primer prevodnost kože, srčni utrip, aktivnost obraznih mišic.
V raziskavi, ki so jo izvedli Ebert, Lowery in Rozin (1994)  je bilo udeleženih 45 študentov, udeležencev tečaja psihologije na univerzi v Pennsylvaniji. Preverjali so, ali  so obrazne mišice najpomembnejši pokazatelj izražanja gnusa. Eksperiment je potekal tako, da je vsak študent dobil štiri liste z odgovori in dvanajst fotografij obraznih izrazov. 4 osebe (2 moška in 2 ženski) so zaigrale 12 različnih obraznih izrazov. Udeleženci so zaigrali določen obrazni izraz s premikanjem obraznih mišic. Študenti so dobili liste z opisi različnih situacij, ki povzročajo izražanje gnusa in različnimi obraznimi mišicami, ki sodelujejo pri obraznih izrazih gnusa. Rezultati kažejo, da so visoke korelacije med opisi situacij gnusa in delovanjem različnih obraznih mišic, ki sodelujejo pri obraznih izrazih, kar kaže na to, da je delovanje obraznih mišic ključno za prepoznavanje gnusa. Pri  izražanju gnusa z obraznim izrazom glavno vlogo nosna guba in odprta usta s štrlečim jezikom, nato pa dvignjena zgornja ustnica, stisnjene ali našobljene ustnice.
Na univerzi v Pensilvaniji je Paul Rozin Arhivirano 2015-12-22 na Wayback Machine. idr. (2005) izvedel še eno raziskavo, in sicer katere izraze in izrazne kombinacije ljudje večinoma povezujejo s katerimi čustvi. Udeleženci so morali prepoznati štiri negativna čustva (med njimi gnus) na različnih setih čustveno izraznih slik ali video posnetkov. Kot pričakovano, udeležencem prepoznavanje gnusa na običajnih fotografijah ni delalo večjih težav, težje pa so gnus prepoznavali na fotografijah ali video posnetkih, kjer je obraz bil zabrisan. Testiranje je pokazalo tudi, da so čustva jeze, gnusa in prezira najtežje prepoznavna oz. razločljiva med seboj.
Leta 2007 je bil obljavljen članek The Illusion of Transparency: Assessment of Sex Differences in Showing and Hiding Disgust (Holder, Hawkins), ki se osredotoča na t. i. iluzijo prosojnosti (illusion of transparency), ki nastane, ko oseba preceni sposobnost nekoga drugega prepoznati in zaznati njegova notranja stanja. 
Moškim in ženskam so ponudili rdeče obarvane pijače (vsaka 20 ml), med katerimi so bile 4 brez okusa, ena pa je imela neprijeten okus (filtrirana voda, barvilo za živila ter soda bikarbona). Moški in ženske v vlogi opazovalcev so opazovali čustvene izraze okuševalcev. Po končanem preizkušanju pijač, so okuševalci ocenili svoje čustvene izraze glede na vsako pijačo. Iluzija naj bi bila razložena z dvema rezultatoma; okuševalci naj bi precenili intenzivnost svojih odzivov v primerjavi z opazovalci. Samoocena  okuševalcev pri pijači neprijetnega okusa je bila višja, kot ocena opazovalcev. To podkrepi iluzijo prosojnosti. Iluzijo prosojnosti lahko razložimo s tem, da imajo posamezniki nižji kriterij glede tega, kar bodo opazovalci opazili. Verjetno so podcenjevali potrebno mero čustvenega izražanja, ki je potrebna, da opazovalci to zaznajo. Gilovich idr. (1998) so povezali iluzijo s tem, da ljudje najprej gledajo na svojo izkušnjo, preden ocenijo zmožnost ocenjevalcev. Posledično se ljudem zdi, da so njihova čustva bolj očitna za druge, kot so v resnici. 
Dovzetnost moških in žensk za iluzijo prosojnosti je podobna. Ni bilo pomembnih razlik med njimi glede samoocene izraženega čustva ali pravilnega predvidevanja.
Leta 2009 je bila izvedena raziskava (Danovitch, Bloom), v kateri sta raziskovalca otroke spraševala kaj je za njih gnusno; tako sta izvedla ali otroci asociirajo obrazne izraze gnusa s socio-moralnimi prestopki, ki ne vključujejo fizičnega gnusa. Reakcije na gnusne stvari se pojavijo že v obdobju 2-3 let starosti (Rozin, Hammer, Oster, in Marmora, 1986), a razumevanje gnusa se pojavi šele nekaj let kasneje, trdijo Fallon, Rozin, in Pliner (1984) ter Rozin in Fallon (1987). Raziskovalca Danovitch in Bloom sta torej izvedla 3 eksperimente. Prvi je pokazal, da že predšolski otroci označujejo socio-moralne prestopke kot gnusne, a z manjšo verjetnostjo kot pa fizično gnusna dejanja. Moralne prestopke, ki so bili predstavljeni otrokom sta smatrala kot preveč blage, zato sta izvedla še en eskperiment, v katerem sta moralne prestopke ločla na hujše in blažje. Rezultati so ponovno pokazali, da otroci z večjo verjetnostjo označijo fizično gnusna dejanja kot gnusna, kot pa moralne prestopke. Kljub temu, pa so se pokazale razlike med označevanjem hujših in blažjih moralnih prestopkov. Hujše moralne prestopke so pogosteje obravnavali kot gnusne v primerjavi z blažjimi. Prva 2 eksperimenta sta postavila vprašanje, zakaj nekateri otroci konsistentno označujejo moralne prestopke z besedo gnusno medtem ko drugi vrstniki ne. Zato sta raziskovalca izvedla še dodaten eksperiment. Otroci so presodili ali se lahko obraz, ki predstavlja gnus (Ekman in Friesen, 1975) poveže z dogodkom ali dejanjem predstavljenim v zgodbah iz 2. eksperimenta. Pred tem so otroci opravili predtest – na zgodbo o srečanju s srhljivim medvedom so morali odgovoriti z obrazom, ki predstavlja strah. Beseda gnus in njegove sopomenke v poteku eksperimenta niso bile uporabljene. Pri tem eksperimentu pa skoraj ni bilo razlik med obravnavanjem hujših in blažjih moralnih prestopkov. Raziskovalca na koncu izdata tezo, da obstajajo podobnosti in razlike med doživljanjem fizičnega in moralnega gnusa pri otrocih; čeprav že predšolski otroci razumejo, da je lahko gnus pojmovan kot abstrakten, še vseeno velika večina povezuje gnusnost z dobesednimi gnusnimi dogodki. To spoznanje pa ne razreši prvotnega vprašanja ampak olajša prihodnje raziskovanje v tej smeri. 
Namen raziskave, ki je bila izvedena leta 2014, je bil primerjati učinek intervalnega razlikovanja med zaznavo nagnusnih slik pohabljenega človeškega telesa  in zaznavo obrazov, ki izražajo gnus. Znotraj raziskave so Gontier, Grondin in Laflamme  opravili 3 eksperimente. V prvem eksperimentu so bile prikazane slike nevtralnega obraza - N (obraz, ki ne izraža nobenega čustva), obraza, ki izraža gnus - F in slike nagnusnega pohabljenega človeškega telesa - M. Udeleženci so bili študenti in zaposleni na univerzi Laval, skupaj 18 ljudi, od tega 4 moški in 14 žensk, starosti od 19 do 40 let. Dobili so navodilo, da bodo videli 2 sliki eno za drugo, povedati pa bodo morali, katera od slik je bila prikazana daljši časovni interval. Eksperimentatorji so eno sliko pokazali v intervalu 400 ms, drugo pa v intervalu 482 ms. Med prikazom obeh slik je bil 1-sekundi interval odmora in 200 ms dolg odmor med koncem predstavitve druge slike in pozivom udeleženca, da naj odgovori. Torej odgovoriti so morali, katera slika je bila prikazana dlje.
Odgovarjali so s pomočjo tipkovnice, in sicer so  pritisnili 1 za krajši interval in 3 za daljšega. Predstavljeni so bili pari slik: N-N, M-M, F-F, N-M, M-N, N-F, F-N, M-F in F-M.
Najprej so pogledali razlike, kjer sta bili sliki isti (N-N, M-M, F-F). V situaciji, kjer sta bili sliki pohabljenega človeškega telesa so udeleženci odgovarjali, da se je druga slika pojavila za krajši interval. Potem pa so preučevali rezultate pri različnih slikah. V situaciji M-N so odgovarjali, da je bil drug interval krajši, prav tako pri pogoju M-F. Pri pogoju N-F pa ni bilo opaznih razlik. Rezultati kažejo, da so udeleženci odgovarjali, da je drug interval daljši, ko se je na drugem mestu pojavila slika pohabljenega telesa.

## Prirojenost in pridobljenost gnusa
Gnus – emocija, ki je človeku dana ob rojstvu ali emocija, ki je produkt kulture, vzgoje in izkušenj? Nekateri raziskovalci so na strani teorije gnusa, kot bazične emocije, ki nam omogoča preživetje. Drugi raziskovalci pa se bolj nagibajo k teoriji gnusa, kot konstruktu, ki ga oblikuje družba. Gnus lahko umestimo v obe kategoriji - tako v kategorijo prirojenih čustev, kot kategorijo pridobljenih.
Za Darwina je gnus bazična emocija, s katero se na svet rodimo. Primarnost gnusa nakazujejo ustrezni psihološki, ekspresivni in vedenjski odzivi, ki so univerzalni vsem kulturam. Pojav prirojenega gnusa pri človeku ima prilagoditveno funkcijo. Na eni strani prilagoditveno funkcijo obrambe pred človeškimi izločki, pokvarjeno hrano in nekaterimi živalmi, katerih se je človek skozi evolucijo začel izogibati, saj so povzročale bolezni. Na drugi strani pa se nanaša na prilagoditev kulturnemu okolju, saj je gnus močno orožje, ki prenaša kulturne vrednote iz roda v rod. Z ozirom na Darwinovo teorijo o naravni selekciji, kjer  preživijo tisti, ki so bolje prilagojeni svojemu okolju, je gnus dobrodošla emocija, saj poveča možnost uspešnega razmnoževanja in preživetja človeške vrste. Gnus je torej iz vidika evolucijskega razvoja in adaptivne funkcije prirojena bazična emocija, ki omogoča preživetje človeške vrste.
Leta 1941 je Andras Angyal objavil članek v katerem gnusa ni definiral kot prvinske emocije, pač pa je po njegovem gnus globoko kognitivna in družbena emocija  Postavlja se vprašanje kolikšen del gnusa pridobimo z rojstvom in koliko z vzgojo. Zmožnost gnusa je prirojena slehernemu od nas že ob rojstvu, a dejanski gnus potrebuje prostor in čas, da se zares razvije. Šele izkušnje, socialno-kulturni vplivi, kognitivni razvoj in biološki mehanizmi izoblikujejo vsebino in razpon gnusnega skozi različna življenjska obdobja. Rozzin in Fallon  navajata, da je za prva leta življenja značilna odsotnost gnusa. Podobno je Freud za eno  od značilnosti oralne faze razvoja navajal ravno zanimanje za lastne telesne izločke, do katerih imajo otroci v tej fazi še pozitiven odnos, saj jih obravnavajo kot del sebe. Miller  je z namenom, da bi podkrepil idejo o nujnosti vzgoje za razvoj gnusa, opisal primer »divjega« dečka iz Aveyrona z začetka 19. stoletja, ki je kazal na skoraj popolno odsotnost občutenja gnusnega, saj ni imel občutka čistega in nečistega in je bil izjemno zanemarjen, kar kaže da zgolj prirojenost gnusa ni dovolj, potrebna je še vzgoja, s katero se gnus razvije. Gnus se od običajnega neugodja diferencira šele med četrtim in osmim letom starosti, saj se otrok šele v tem času dovolj psihično, kognitivno in socialno razvije. Gnus je emocija, ki se jo zlahka naučimo in stežka pozabimo. Tako kot kultura družine temeljno vpliva na gnus pri otrocih, tako kultura družbe oz. različnih narodov vpliva na kulturo svojih članov. Meja med vplivom kulture in družine je pravzaprav zabrisana, saj sta med seboj nerazdružljivi, glede na to, da je družina temeljna družbena institucija, ki prenaša, uči in ohranja kulturo iz roda v rod. Mnogo teorij predvideva, da je socialni vpliv družine in kulture na razvoj gnusa pri človeku bolj pomemben kot prirojen evolucijski mehanizem. Gnus igra tudi ključno vlogo v procesu socializacije, saj bistveno vpliva k ponotranjenju norm čistosti, zadržanosti in skromnosti.
Gnus je torej prirojena emocija, ki pa se razvije in oblikuje šele pod vplivom kulture in vzgoje.

## Občutljivost in merjenje občutljivosti na gnus
Gnus je zelo pomembno čustvo v vsakodnevnem življenju. Že Darwin je trdil,  da se gnus največkrat  pojavi v povezavi z zavračanjem hrane. Najmočneje se gnus izrazi na našem obrazu, v nekaterih primerih začutimo tudi slabost. Vendar vsakodnevni gnus obsega veliko več področjih kot samo hrano. Med ta področja lahko uvrstimo tudi slabo higieno, spolnost, rane, obolenja, smrt...Da bi se bolje seznanili z vrstami gnusa so raziskovalci želeli oblikovati lestvico, ki bi lahko merila splošno občutljivost na gnus,zraven tega pa so želeli ugotoviti tudi individualne razlike v občutljivosti na gnus. Najprej so z raziskavami oblikovali različna področja občutljivosti na gnus, kajti prejšnje raziskave so pokrivale samo tri večja področja: hrana, telesni izločki in spolnost. Z dodatnimi raziskavami so oblikovali sedem področij : hrana, živali, telesni izločki, spolnost, površinske telesne poškodbe, smrt in higiena. Lestvica, ki so jo nato ustvarili je vsebovala vprašanja na katera so udeleženci odgovarjali z da in ne, in opise gnusnih situacij, katere so glede na občutljivost ocenjevali od 1-4. Rezultati tega raziskovanja kažejo, da so ženske v povprečju bolj občutljive na gnus kot pripadniki moškega spola. Ženske v povprečju kažejo več znakov občutljivosti na gnus do telesnih iztrebkov in telesnih ran. Prav tako,so ljudje z visoko občutljivostjo na gnus, bolj nagnjeni k nevroticizmu, bolj jih je strah smrti in imajo zelo nizko potrebo po iskanju dražljajev.
Avtorja Druschel in Sherman sta se leta 1999 lotila raziskovanja funkcije občutljivosti na gnus v modelu petih faktorjev osebnosti (Disgust sensitivity as a function of the Big Five and gender). Namen študije je bil določiti, ali obstajajo dimenzije v osebnosti odraslega človeka, povezane s t. i. Disgust scale (»Lestvico gnusa«). To je vprašalnik, ki v enem delu preverja izogibajoče vedenje in afektivne reakcije na izzvan gnus, v drugem pa je sestavljen iz dejanskih gnusnih situacij, kjer posameznik oceni stopnjo občutenega gnusa. Poleg tega sta uporabila tudi NEO-PI Revised, ki  meri pet faktorjev osebnosti (vestnost,odprtost, sprejemljivost , nevroticizem ter ekstravetnost). 
Potrjena je bila hipoteza, da so ženske bolj občutljive na gnus kot moški, ter da obstaja pozitiven odnos med nevroticizmom in občutljivostjo na gnus; torej, da bodo imeli posamezniki z višjo stopnjo izraženosti nevroticizma tudi višjo stopnjo občutljivosti na gnus. Rezultati, ki kažejo na močno povezanost občutljivosti na gnus in nevroticizma so lahko povezani s splošno dovzetnostjo posameznika za stres.  Dodamo lahko, da so osebe z večjo občutljivostjo na gnus manj sposobne nadzorovati impulze, obvladovati stres ter so manj čustveno stabilne. Tretja postavljena hipoteza je trdila, da obstaja negativen odnos med odprtostjo in odnosom do gnusa (nižja stopnja odprtosti, večja občutljivost na gnus). Tudi ta hipoteza je bila potrjena. Rezultate, ki so pokazali negativen odnos med odprtostjo in občutljivostjo na gnus, lahko razložimo tako, da imajo posamezniki, ki so bolj občutljivi na gnus, manj domišljije, pozornosti za svoja čustva  ter intelektualne radovednosti.
Pozneje je Van Overveld (2006) navedel dve na gnusu bazirani občutljivosti in sicer nagnjenost h gnusu ter občutljivost na gnus. Prva je splošno nagnjenje k odzivu z gnusom v katerikoli situaciji, medtem ko se druga bolj nanaša na precenjevanje negativnih posledic ob izkustvu gnusa. Nekatere raziskave kažejo, da je nagnjenost h gnusu splošneje povezana z obsesivno-kompulzivno motnjo, kot je občutljivost na gnus.

### Obsesivno-kompulzivna motnja
S študijo so Olatunji, Tart, Ciesielski, McGrath, in Smits (2011)  raziskovali razmerje med obsesivno-kompulzivno motnjo (v nadaljevanju OKM) in procesi povezani z občutljivostjo na gnus. Posameznike z OKM so primerjali s tistimi, ki so trpeli za generalizirano anksioznostjo in kontrolno skupino (ne-klinični). Postavljena je bila hipoteza, da bodo tisti z OKM imeli večjo stopnjo nagnjenosti h gnusu in občutljivost nanj v primerjavi z ostalimi skupinami. Po opravljenih meritvah z različnimi lestvicami so rezultati pokazali, da ima ob primerjavi vseh treh skupin tista z OKM večjo nagnjenost h gnusu, v občutljivosti na gnus pa se obe skupini z motnjama nista posebej razlikovali. Torej je obsesivno-kompulzivna motnja bolj povezana z nagnjenostjo h gnusu, kot pa občutljivostjo nanj.
V podobni predhodni študiji je Olatunji (2010)  opravil raziskavo, v kateri je predvideval, da spremembe v zaznavanju gnusa posledično vodijo do sprememb simptomov pri OKM v naslednjih 12 tednih. Pokazal je, da sprememba v nivoju gnusa skozi 12 tednov napoveduje spremembe simptomov OKM. V povezavi z občutljivostjo na gnus pa se je izkazalo, da sprememba le-tega vpliva na povezavo med spremembo nagnjenosti h gnusu in spremembe v simptomih OKM. To kaže, da je povišanje v zaznavni intenziteti doživljanja gnusa preložena na simptome OKM preko večjega dojemanja negativnih posledic izkušanja gnusa. Torej je nagnjenost h gnusu lahko le kot tveganje in/ali ohranjevanje OKM.
Razlike med posamezniki z OKM-jem ter bolniki z drugimi anksioznimi motnjami sta raziskovali tudi naslednji dve raziskavi. Whitton, Henry in Grisham (2015)  so v svoji raziskavi (Cognitive and psychophysiological correlates of disgust in obsessive-compulsive disorder) raziskovali, ali se povečana lastnost samoporočanja o gnusu, opaženega pri posameznikih z OKM-jem, odraža na povišanih psiholoških odzivih na gnus. Prav tako so se ukvarjali s povezavo med obsesivnim mišljenjem in odzivi na gnus. Metoda je bila naslednja: izbrali so 25 posameznikov z OKM-jem ter jih primerjali z 21 posamezniki, ki so imeli ne-OKM anksiozne motnje, in s 25 zdravimi posamezniki. Primerjali so jih na podlagi samoporočanja, obraznih elektromiografičnih odzivov in elektrodermalne dejavnosti v povezavi z gnusom.
Drugo raziskavo (Obsessive-compulsive disorder and its relationship with disgust vulnerability and conscientiousness) so opravili Inchausti, Delgado in Prieto (2015) . Poleg raziskovanja povezave med OKM-jem in gnusom so jo še povezovali z modelom petih faktorjev osebnosti (ang. Five Factor Model (FFM) of personality). Raziskava je vključevala 100 odraslih pacientov z OKM-jem kot primarne diagnoze in 246 pacientov z ostalimi anksioznimi motnjami (OADs). Udeležence so intervjuvali tako, da so odgovarjali na vprašalnike o OKM-ju, občutljivosti za gnus, anksioznosti, depresiji in osebnostnem vprašalniku. Rezultati so bili pri obeh raziskavah zelo podobni, saj sta obe ugotavljali, da so ljudje z OKM-jem bolj nagnjeni k občutenju gnusa in so na gnus tudi bolj občutljivi kot ustali udeleženci. Whitton idr. (2015) so še ugotovili, da se pa abnormalnosti pri samoporočanju o gnusu pri tistih posameznikih z OKM-jem ne raztezajo do abnormalnosti pri elektrodermalni dejavnosti ali obraznih elektromiografičnih odzivih. Inchausti idr. (2015), pa so ugotovili, da so bili rezultati na osebnostnem testu (NEO Five-Factor Inventory - NEO FFI), kjer so merili sledi vseh petih osebnosti (Velikih pet – ang. The Big Five personality traits) pacientov z OKM-jem izrazito višji.
V nasprotju s tradicionalno klasifikacijo obsesivnosti in kompulzivnosti, se nekatere OKM lahko začnejo na podlagi čustva gnusa in ne strahu ali anksioznosti. Glede na to razlago so se v študiji osredotočili na iskanje povezav med simptomi obsesivnosti in  gnusa na ne-kliničnih udeležencih in so testirali hipotezo, da je gnus soroden obsesivnosti in kompulzivnosti. Raziskava je pokazala, da je gnus pomemben napovedovalec obsesij in kompulzivnosti (kar so ugotovili z meritvijo PI-R), tudi ko izvedemo kontrolo za splošne simptome stiske. Pri tem je potrebno poudariti, da ta povezava ne nakazuje nujno, da visoka stopnja občutljivosti na gnus povzroča OKM. Hkrati se je izkazalo, da gnus ni povezan le s »čistilnimi motnjami«, ampak tudi z motnjami preverjanja, medtem ko anksioznost prevladuje v obsesivnih impulzih.

## Gnus in homoseksualnost
Nekaterim se gnusijo marginalne skupine kot je homoseksualnost. Raziskave kažejo da heteroseksualni moški veliko bolj izražajo gnus do homoseksualcev kot heteroseksualne ženske. Homofobični moški izražajo ob gledanju posnetkov s homoerotično vsebino več jeze in strahu kot gnusa. Občutka jeze in strahu bi lahko razumeli kot obrambni mehanizem, mogoče je, da moški občutijo privlačnost, vendar pa so jo zaradi družbe potlačili. Gnus in družba se zelo povezujeta, saj le ta močno vpliva na to, kaj in kdaj bo nekaj gnusno. Vpliv družbe se kaže tudi v primerih, ko se heteroseksualnim moškim bolj gnusijo geji, kot lezbijke. Da je to vpliv družbe, lahko sklepamo po tem, ker družba prikazuje lezbijke kot privlačne (to se vidi npr. v filmih, kjer prikazujejo seksualne odnose med ženskami kot nek motiv za vzburjenje moških), geje pa kot nesprejemljive. Vpliv družbe je na občutje gnusa v povezavi s prezirom in drugimi neodobravajočimi čustvi velik.
Psihologi govorijo tudi o posebni vrsti socialno-moralnega gnusa, ki ga v nas zbudijo dejanja posameznikov, ki se nam zdijo moralno sporna/v neskladju z našimi sistemi vrednost in norm ter jih močno ne odobravamo, se nam zdi, da je kršeno človekovo osnovno dostojanstvo ipd. Primer tako izzvanega gnusa so med drugim marginalne skupine, najpogosteje homoseksualci. Poleg socialno-moralnega gnusa so raziskave ugotovile tudi pozitivno korelacijo med primarnim gnusom ter homoseksualnostjo, kar potrjuje trditev, da gnus deluje kot obrambni mehanizem ne samo pri preprečevanju uživanja škodljivih/strupenih snovi, temveč tudi kot socialni obrambni mehanizem. Odsvetuje, preprečuje stik s potencialno ogrožajočimi posamezniki ter družbenimi skupinami, katerih sprejetje bi lahko rezultiralo v telesni kontaminaciji. Homoseksualci s svojim 'tveganim' načinom življenja in spolnostjo tako predstavljajo potencialno grožnjo, zato pri nekaterih izzovejo gnus. Raziskave so v zvezi s socialno-moralnim gnusom pokazale tudi, da so konskonservativci ter verski fundamentalisti bolj nagnjeni h gnusu ter posledično tudi stališčem proti homoseksualnosti.
Skozi zgodovino so bili določeni pojmi, kot so smrdeč vonj, umazanost, gniloba, plesnoba izredno povezani in projicirani na skupine ljudi, ki jih je oblast označevala kot nižje razredne in jih je kot ljudi popolnoma razvrednotila. V take skupine so spadali Židi, ženske, homoseksualci, nedotakljivi in nižje kvalificirana delovna sila. Vsi ti ljudje so bili videni kot smeti zemlje.
Z raziskavami so tudi dokazali, da posamezniki, ki so na gnus bolj občutljivi (so mu več izpostavljeni) kažejo več negativizma in gnusa do homoseksualnih skupin. Kot povzetek bi lahko dejali, da je čustvo gnusa, kar se tiče predsodkov do homoseksualnih skupin, pridobljeno in ne prirojeno. Družba ima velik vpliv in je vir predsodkov.

## Gnus in hrana

### Dejavniki
Ljudje čutimo gnus do hrane zaradi naravnega izvora posameznega izdelka ali socialne zgodovine (npr. nekdo se je hrane dotaknil). Kako se posameznik odzove na neko jed, pa je odvisno od notranjih in zunanjih dejavnikov. Notranji dejavniki so odvisni od individualne občutljivosti na gnus, katere posledica so različni odzivi na nagnusno hrano. Za intenzivnost odziva na določeno nagnusno hrano je poleg prej omenjene individualne občutljivosti, pomemben tudi telesni odziv, ki je pogojen z občutljivostno stopnjo insule, možganske strukture. Poleg tega se na nagnusno hrano naše telo odzove s spremembo ravni kisika v krvi, insula pa v usta in grlo prikliče neprijetne občutke, ko posameznik situacijo prepozna kot nagnusno.
Pojavlja se vprašanje ali je gnus (v določeni meri) prirojen ali popolnoma pridobljen s socialnim razvojem. Raziskovalci so ugotovili, da lahko predstavitev hrane povzroči bistvene spremembe v želji po zaužitju te hrane. Ljudem so predstavili užitne stvari v okoliščinah, ki načeloma vzbujajo gnus, na primer čokoladna krema oblikovana kot pasji iztrebki, kečap na sterilni gazi in jabolčni sok v nočni posodi. Udeleženci raziskave so imeli manjšo željo po zaužitju teh jedi, kot takrat ko so bile predstavljene v "domačem" kontekstu (jabolčni sok v kozarcu, čokoladna krema na krožniku). 
Narejena je bila tudi raziskava, ki je preučevala kako čustva izražena na obrazih drugih ljudi vplivajo na našo željo po hrani. Udeleženci so uživali različne jedi, ob tem pa so jim prikazovali slike na katerih je bil upodobljen jedec, ki je izražal različna čustva. Ko je pri priljubljeni hrani jedec izrazil gnus, je želja po hrani močno upadla. Pri nepriljubljeni hrani, pa gnus izražen na obrazu jedca, ni imel vpliva.
Z merjenjem mišične aktivnosti dvigalke lopatice so ugotovili, da imajo lačni, v primerjavi s sitimi, večjo aktivnost mišic ob gledanju užitne hrane. Gre za dokaz, da lakota zmanjša gnus do hrane.
Različne raziskave nam kažejo, da zunanji dejavniki vplivajo na gnus. Iz tega lahko sklepamo, da je gnus vsaj v delni meri, če ne popolnoma pridobljen. Oblikuje in razvija se v procesu socializacije. To lahko vidimo na primeru majhnega otroka. Njegovi iztrebki so mu najprej zanimivi. Vse stvari rad raziskuje z rokami. Tudi v naravi nima težav s prijemanjem živalskih iztrebkov. Kasneje pa mu ostali ljudje povedo, da to ni družbeno sprejemljivo in postopoma do tega oblikuje gnus. Odrasli ljudje si ne morejo več predstavljati igranja z lastnim iztrebkom. Na posameznikov gnus do hrane vplivajo različni dejavniki. Gnus, izražen na obrazih ljudi poleg nas, zmanjša našo željo po hrani. Če hrane ne poznamo se na druge obrnemo za mnenje in ga tudi upoštevamo. Tudi predstavitev hrane oziroma serviranje ima velik vpliv na posameznikovo željo po jedi. Užitne hrane v nepoznanem kontekstu pogosto ne bomo zaužili. S tem lahko delno razložimo zavračanje hrane iz drugih kultur (npr. mehiška, kitajska, tajska hrana). Tam gre velikokrat za hrano, ki jo dnevno uživamo, a je predstavljena v novem kontekstu, npr. nove začimbe in kombinacije različnih živil. 

### Zavračanje hrane pri otrocih
Otroci so skozi otroštvo izpostavljeni različnim dejavnikom, ki vplivajo na njihove prehranjevalne navade in tudi na izoblikovanje odnosov do določene hrane. Izražanje gnusa nad hrano je predvsem odvisno od predhodno danih informaciji o določeni hrani, izražanja nad hrano s strani drugih ter od starosti otroka.
Znanstvenike je zanimala razlika občutljivosti na gnus med različno starimi otroci (3-12 let). Izvedli so eksperiment. Eksperimentatorka je na mizo postavila posodo napolnjeno z zelenim praškom, na katerem je pisalo ''kobilični prašek''. Ta prašek je v resnici vseboval sladkor, moko in zeleno barvilo. Prašek je posula po piškotih in razložila otrokom, da ima okus kot sladkor, v resnici pa je to pravi kobilični prašek. Zanimalo jo je ali bodo piškot poskusili. Skupina najmlajših otrok (3-6 let) je piškot poskusila v 45% primerov, najstarejših (9-12 let) pa v 18% primerov. V drugem delu eksperimenta je eksperimentatorka v sok položila približno 3 cm dolge mrtve kobilice, ki so lebdele na površini soka. V kozarec je dala slamico in ponudila otroku. Skupina najmlajših otrok je iz slamice pila v 63% primerov, najstarejših pa v 19% primerov. Tako so dokazali, da se občutljivost na gnus resnično spreminja z leti, izkušnjami in vedenju o svetu.
Tudi v naslednji raziskavi so ugotovili, da so starejši otroci bolj občutljivi in previdni pri zaužitju hrane. Raziskovalci so vsakemu otroku predse postavili kozarec z njegovo najljubšo pijačo in skozi pripovedovanje zgodbice dajali v pijačo najrazličnejše snovi npr. čokolado, hrenovko, list, kobilico, strup, pasji iztrebek. Starejši otroci so bili zelo pozorni katera snov je padla v pijačo. Če je v pijačo padla čokolada ali hrenovka, je bilo dovolj, da je kozarec opran ter napolnjen s svežo pijačo. Če pa je v pijačo padel list, pasji iztrebek, strup ali kobilica pa pijače niso zaužili tudi po opranem kozarcu.
Ali bodo otroci določeno hrano zaužili ali ne, pa je odvisno tudi od predhodno danih informacij. Tako so izvedli raziskavo, v kateri so si otroci ogledali posnetek dveh igralk, ki sta imeli pred seboj vsaka svojo skledo s hrano. Ena izmed igralk je nato položila neuporabljeno žlico v svojo rdečo posodico, ko je končala s prehranjevanjem in rekla drugi igralki: »Tukaj je nova žlica zate.« Druga igralka pa je polizala žlico, kihnila v njeno modro posodico, položila umazano žlico vanjo ter rekla: »Tukaj pa je žlica zate.« Po ogledu posnetka so morali otroci sami poskusiti hrano, ki se je prav tako nahajala v rdeči in modri posodici in se odločiti ter oceniti, katera je okusnejša. Večina otrok je tako najprej poskusila hrano, ki ni bila okužena.
Na otrokovo zaužitje hrane pa imajo velik vpliv tudi predhodno videni obrazni izrazi drugih ljudi ob določeni hrani.To potrjuje raziskava v kateri so vsakemu posamezniku pokazali dve seriji fotografij: prva serija je prikazovala samo hrano brez jedca, med tem ko je druga prikazovala jedca, ki hrano preizkuša. Oseba na sliki, ki je izražala gnus, je pri vseh udeležencih povzročila zmanjšanje želje po zaužitju hrane. V primerjavi s fotografijo, ki je prikazovala samo hrano, je še dodatno zmanjšala željo po zaužitju tudi pri okusnejši hrani.

## Gnus in strah

### Gnus in živali
Randler, Hummel in Prokop (2012)  so izvedli raziskavo, v katero so bili vključeni učenci petih in šestih razredov (stari med 10 in 12 let). Ti so se vsako učno uro srečali z drugo živečo živalsko vrsto, te živali pa so bile miš, polž in navadni prašiček. Ugotovili so, da ima navadni prašiček med otroci najvišjo oceno na lestvici strahu in gnusa, sledita pa mu polž in miš. Z rezultati raziskave so Randel, Hummel in Prokop (2012)  ugotovili, da praktično delo z različnimi vrstami nepopularnih živali, lahko uspešno zmanjša gnus pri učencih, saj fizični kontakt s temi živalmi, te živali naredi bolj prijetne za otroke. Podprli pa so tudi napoved, da bodo dekleta miši, polže in lesne uši, obravnavale kot bolj gnusne, saj so le te vse tri živali ocenile kot bolj gnusne in strašne, kot dečki.
Raziskava Tomažiča (2011) , izvedena na vzorcu slovenskih otrok, starih med 11 in 12 let, pa je ugotavljala kakšen odnos imajo otroci do dvoživk. Ti so svoj odnos do dvoživk ocenili kot zelo negativen, so pa tisti, ki so z dvoživkami že imeli neposredne izkušnje poročali o bolj pozitivnem odnosu. Rezultati so pokazali, da če otroci ne pridobijo neposrednih izkušenj z živalmi v zgodnjih letih izobraževanja, so njihova čustva strahu in gnusa v povprečju še vedno močnejša, kot od tistih otrok, ki so neposredne izkušnje z različnimi živalmi že imeli. Torej Tomažič (2011)  ugotavlja, da bi morali učencem predstaviti žive dvoživke v času šolanja, da bi ti do teh lahko razvili bolj pozitiven odnos.

### Povezanost občutja gnusa in strahu pri ljudeh s fobijo pred pajki
Tako gnus kot strah imata podobno funkcionalno vlogo, saj lahko obe čustvi smatramo kot obrambna mehanizma. Z njuno povezanostjo so se znanstveniki največ ukvarjali v primerih raziskav arahnofobije.
Dokazano je, da sta gnus in občutljivost zanj, vezana na izvor določenega tipa posebnih fo, še posebej živalskih fobij. Rezultati preteklih eksperimentov so ugotovili, da igra gnus pomembno vlogo vzročnega predhodnika, pri oblikovanju živalskih fobij 
Študije, ki se ukvarjajo s povezavo med gnusom in strahom pred pajki, so bile izvedene prizadeti in testni skupini. Najprej sta Jong in Merckel Bach, leta 1998  zaznala močno povezavo med gnusom in fobijo pred pajki pri ženskih študentkah. Prav tako so Tolin, Lohr, Sawchuk in Lee, 1997 razdelili 157 študentov na skupini posameznikov s fobijami pred pajki in posameznike brez fobij. Ti dve skupini sta nato rešili GDQ (vprašalnik z ovrednotenjem občutenja gnusa). Testna skupina se na pajke ni odzivala z gnusom. Ugotovili pa so, da so imele osebe, ki so izkazale visok strah pred pajki, višje izražen osnovni gnus ("core disgust", vezan na področja hrane, živali in telesnih produktov), ki naj bi bil povezan s čustveno reakcijo arahnofobikov na pajke. Ključna elementa za razvoj fobije pred pajki sta po izsledkih raziskav povečana stopnja strahu in gnusa. Fobija pred pajki naj bi torej zajemala močan strah pred stikom z gnusnimi, in zato potencialno kužnimi, stimuli.

### Gnus in strah pred živalmi pri otrocih
Strah pred živalmi Arhivirano 2014-12-21 na Wayback Machine., velja za enega od najpogostejši strahov in fobij. Ob preučevanju živalskih fobij, kjer so se primarno osredotočili na izogibanje škodi, so nakazali da se ljudje izogibajo določenim vrstam živali, predvsem zaradi strahu pred fizičnim napadom ali poškodbo.
V eni izmed raziskav so Peter Muris, Jorg Huijding, Birgit Mayer, Willem Leemreis, Stefanie Passchier in Samantha Bouwmeester (2009)  želeli ugotoviti, kako različne informacije (informacije povezane z gnusom, informacije povezane s strahom in nevtralne informacije) o neznanih živalih vplivajo na otrokov strah in gnus do te živali. Postavili so hipotezo, da bodo otroci, potem ko bodo pridobili z gnusom povezane informacije o določeni živali, te živali ne le doživljali s še večjim gnusom, vendar se bo povečal tudi strah do te živali in obratno. Ugotovili so, da informacije povezane z gnusom ne le zvišajo stopnjo gnusa do določene živali, vendar hkrati vplivajo na zvišanje strah do te živali, prav tako je bilo dokazano, da informacije povezane strahom vplivajo na zvišanje stopnje strahu do določene živali in hkrati vplivajo tudi na zvišanje stopnje gnusa do te živali.
Zanimiva je tud raziskava, ki so jo izvedli Askew, Çakır, Põldsam in Reynolds (2014). The effect of disgust and fear modeling on children's disgust and fear for animals. Journal of Abnormal Psychology, 123, 3, 566-77. Menijo namreč, da lahko otrokova prepričanja o gnusu v povezavi z živalmi, sprememnimo preko posrednega učenja. Izvedli so dva eksperimetnta, s katerima so želeli pokazati, da se otroci preko opazovanja odraslih in njihovih odzivov, lahko naučijo tega, da verjamejo da so nekatere živali nagnusne in ogrožujoče. V prvi eksperiment so vključili 62 otrok. Pokazali so jim sliko živali, skupaj z obrazom z izrazom gnusa oziroma veselja ali pa brez slike. Nato so izpolnili vprašalnik s katerim so merili njihvo držo gnusa do živali, pred in po učenjem. Nato so izpolnili vprašalnik prepričanj o strahu, s katerim so merili prepričanja o strahu do živali, pred in po posrednem učenju.  Vsakemu otroku so pokazali eno žival in deset slik obrazov (z izrazom gunsa) nato drugo in deset slik obrazov (z izrazom veselja) ter tretjo žival brez dodatnik slik. Na koncu so izpolnili še vprašalnik, s katerim so merili otrokovo preferenco po odmikanju od živali, ki so bile prikazane v paru z gnusom ali brez.. Ugotovili so, da so se otroci odmikali od živali, ki so jim bile predstavljene skupaj v paru z izrazom gnusa na obrazu. Pokazale so se pomembne korelacije med povišanimi prepričanji strahu ter gnusa. Zaključili so, da je se je strah pred živalmi pri otrocih povečal kot rezultat tega, da so otroci žival videli skupaj s slikami izrazov gnusa na obrazu. Znanstveniki so torej ugotovili, da igra gnus pomembno vlogo pri nastanku strahu pred živalmi pri otrocih. Raziskave so pokazale, da se otroci učijo preko opazovanja čustev drugih (slike z izrazi čustev) ter preko verbalno izraženih informacij, torej preden neko žival spoznajo do nje nimajo posebej izraženih čustev.
V še eni raziskavi, ki so jo izvedli Muris, Mayer, Borth in Vos (2013)  so ugotavljali, kako različni načini komuniciranja med materjo in potomcem z informacijami povezanimi z gnusom vplivajo na otrokovo občutenje gnusa in strahu do avstralske živali cuscus. V raziskavo je bilo vključenih 60 (30 deklet in 30 fantov) osnovnošolskih otrok, starih od 8 do 12 let. Pri ugotavljanju le-tega so si pomagali s 5-imi škatlami, v katerih so se nahajali različni vzorci predmetov, ki jih cuscus uporablja (gnusni/»čisti«). V prvi škatli je bila hrana (črvi/sadje), v drugi škatli je bil prostor za spanje avstralske živali  (blato/listje), v tretji škatli je bila pijača (umazana voda z muhami/čista, bistra voda), v četrti škatli je bil njegov kožuh (umazan, zavozlan kožuh/čist, počesan kožuh) in v peti škatli je bil »njegov vonj« (robček, posut s smrdečo, kislo tekočino/robček, posut s parfumom z vonjem rože). Naključno izbrana polovica udeležencev je opazovala, kako mati ob odpiranju škatel najprej neverbalno reagira na "čiste" pripomočke, druga polovica pa na "umazane" pripomočke. V ponovljenem odpiranju škatel so matere pri pregledovanju škatel smele tudi verbalno komunicirati o stvareh v škatlah. Rezultati so pokazali, da se je po prejetih verbalnih informacijah povprečje gnusa do živali precej zvišalo pri otrocih, ki so pridobili informacije povezane z gnusom, medtem ko je pri otrocih, ki so dobili nevtralne informacije, prišlo do znižanja stopnje gnusa. Prav tako pa se je po prejetih verbalnih informacijah povezanih z gnusom povečala stopnja strahu, medtem ko so po prejetih verbalnih nevtralnih informacijah ta stopnja ni zvišala. Zanimiva ugotovitev je bila, da se pri otrocih po prejetih neverbalnih informacijah povezanih z gnusom, stopnja strahu in gnusa ni bistveno zvišala.

## Gnus in razlike med spoloma
Med moškimi in ženskami že od nekdaj prihaja do razlik v intenzivnosti odzivov na pozitivna kot tudi negativna čustva, pri čemer tudi čustvo gnusa ni izjema. Številne študije so dokazale, da se moški in ženske med seboj razlikujejo po doživljanju in izražanju gnusa, hkrati pa se razlikujejo tudi po občutljivosti za to emocijo.
Med preučevanjem fizioloških odzivov moških in žensk ob gledanje nagnusnih slik in videoposnetkov, so raziskovalci Rohrmann, Hopp in Quirin (2008)  ugotovili, da se pri obeh spolih pojavijo dokaj močni fiziološki odzivi na prikazovanje nagnusnih situacij. Obema spoloma se je znižal srčni utrip ter količina kortizola in imunoglobulina A v slini, pomembno se je povečala tudi elektrodermalna aktivnost (električna vzburjenost kože). Moški in ženske se pri večini odzivov ne razlikujejo, večja odstopanja med spoloma so bila izmerjena le v primeru električne vzburjenosti kože. Na fiziološkem nivoju ni homogenih rezultatov o razlikah v občutljivosti na gnus med spoloma, vendar so, pri opazovanju samih odzivov in obnašanju v nagnusnih situacijah, razlike velike. To lahko pomeni, da so odzivi na gnus genetsko pogojeni ali pa se oba spola prilagajata družbenim pričakovanjem in stereotipom.
Članek Gender Differences in Psychophysiological Responses to Disgust (Rohrmann, Hopp, Quirin, 2008) se osredotoča na spolne razlike v fizioloških odzivih na gnus. Izvedli so eksperiment in pričakovali močnejši odziv na gnusne slike pri ženskah na subjektivni ter fiziološki ravni (povišana nevrološka aktivnost, nižji srčni utrip, povišana raven kortizola ter prevodnost kože (electrodermal activity)). Sprožitev gnusa je nakazala na razlike v subjektivni oceni. To lahko pojasnimo s konceptualizacijo gnusa med moškimi in ženskami. Znano je, da ženske pogosteje pokažejo večjo občutljivost na gnus zaradi ne/specifičnih dražljajev (Haidt idr., 1994). Tako lahko pri poročanju žensk pričakujemo močnejše subjektivne odzive na gnus. Seidlitz in Diener (1998) sta trdila, da ženske šifrirajo svoje izkušnje bolj detajlno kot moški, kar bi prav tako lahko prispevalo k bolj intenzivnim subjektivnim opisom. Poleg tega pa je možno, da ženske poskušajo sebe prikazati v  socialno zaželeni luči, kar temelji na stereotipih.
Pri samem izražanju gnusa pa imajo bistveno vlogo tudi spolne vloge v družbi. Avtorji  v svoji študiji navajajo, da se moški bolj upirajo izražanju gnusa, saj se to sklada z družbeno pričakovanimi lastnostmi, ki naj bi kazale na možatost in manjšo občutljivost. Ženske pa zaradi lastnosti, kot so občutljivost, nežnost, ženstvenost ipd., gnus izražajo bolj izrazito. S pomočjo samoocenjevanja in ocenjevanja nasprotnega spola so ugotovili, da ženske kot tudi moški trdijo, da so moški manj občutljivi na nagnusne dogodke. Hkrati so udeleženci raziskave ženskam pripisali veliko večjo občutljivost za gnus. Potrjeno je tudi dejstvo, da si moški, ki se samoocenjujejo kot bolj možate, dodelijo tudi nižjo oceno v občutljivosti na gnus. Raziskava torej dokazuje, da stereotipi o občutljivosti na gnus med spoloma držijo. Ženske so zaradi svoje družbene vloge in lastnosti, ki jih družba pričakuje, bolj občutljive na gnus. Moški pa so v primerjavi z ženskami manj občutljivi na gnus, saj je pričakovano, da so manj čustveni.
Ženske čustva izražajo bolj ekspresivno, zaradi česar ljudje okrog njih lažje razberejo njihovo notranje počutje, znajo prej razbrati čustveno stanje osebe na podlagi mimike in kretenj, prav zaradi večje ekspresivnosti pa težje prikrijejo svoja čustva kot moški, zato okolica lažje, hitreje in pravilneje prepozna njihovo občutenje oziroma trenutna čustva. Spol vpliva tudi na to, v kakšni meri in kako hitro se bomo v osebo, ki doživlja gnus, vživeli in z njo sočustvovali, in sicer si velja zapomniti, da bodo moški bolj sočutni, ko bodo izraz gnusa zagledali na moškem obrazu, medtem ko bodo ženske sicer sočustvovale z obema spoloma, vendar se bodo tudi one bolj vživele v predstavnice istega spola, ki se jim bo v tistem trenutku nekaj gnusilo.
Kasnejše študije so preučevale tudi razlike v aktivnosti možganske skorje ob izpostavljenosti gnusnim dražljajem. Caseras idr. (2007) so s pomočjo MRI med drugim ugotovili, da je aktivnost nekaterih možganskih delov, ki se povezujejo z dojemanjem gnusa, večja pri ženskah kot pri moških. Avtorji so mnenja, da bi te razlike lahko vplivale na razvoj psihičnih motenj, povezanih z gnusom, katerim so ženske izpostavljene bolj pogosto.

## Gnus kot obramba pred živalskostjo
Gnus je kompleksno in osnovno čustvo, zaradi česar je njegova funkcija tako evolucijsko kot tudi socialno pogojena. Osnovna evolucijska funkcija gnusa je, da nas  varuje  pred zaužitjem telesu škodljivih stvari.  Ena izmed kulturnih funkcij gnusnega odziva pa je tudi zanikanje  človekove živalske narave. Zavedanje, da je v nas ostanek živalskega, nas spominja na to, da smo, tako kot ostale živali, bitja, ki so podvržena smrti. Občutenje bližine smrti v vsakem človeku povzroča neprijetne in tesnobne občutke, zaradi česar ljudje na popačene podobe živali reagiramo z gnusom. Gnusni odziv kot produkt kulturne revolucije je torej  obrambni odziv, ki nam, ljudem, omogoča, da do popačenih podob živali vzpostavimo distance. To nam pomaga ohranjati našo distinktivno človeško duševno naravo. Posledično  se v odnosu do živali čutitmo večvredne in ob tem občutimo ugodje.

## Merjenje in prepoznavanje gnusa pri otrocih
Kljub temu, da je gnus prirojeno in univerzalno čustvo, so raziskave pokazale, da imajo otroci težave z njegovim prepoznavanjem, saj ga pogosto zamenjujejo z jezo. Prav prepoznavanje gnusa pa naj bi se od vseh osnovnih čustev razvilo najpozneje.

### Test občutljivosti na gnus za otroke
Obstaja več raziskav na temo razvijanja osnovnih testov občutljivosti na gnus, ki bi bili primerni za otroke, saj t. i. Lestvica gnusa za odrasle ni primerna tudi za otroke. Zato so znanstveniki med drugim razvili t. i. test CDS (Child Disgust Scale).  Osnovna lestvica zajema 18 postavk, raziskuje pa dva faktorja, izogibanje gnusu (Disgust avoidance) in pa vpliv gnusa (Disgust affect). Deklice so dosegale višje rezultate kot dečki, torej so veliko bolj občutljive na gnus, prav tako pa so imele višje vrednosti pri posameznih faktorjih (izogibanje in vpliv gnusa). Ta ugotovitev je konsistentna tudi z odkritji pri odraslih ženskah.
Pri raziskovanju gnusa pri otrocih se pojavlja problem glede sposobnosti prepoznavanja in sporočanja čustev pri mlajših otrocih. Prav tako do osmega ali devetega leta verjetno niso zmožni povsem točno poročati o svojih čustvih, zato je ocenjevanje občutljivosti na gnus lahko nekonsistentno.

### Raziskave na področju prepoznavanja gnusa pri otrocih
V eni izmed raziskav so preverjali, kako dobro otroci prepoznavajo obrazne izraze, osredotočili pa so se na strah in gnus. Otrokom, starim pet, šest, devet in deset let so pokazali čustveno oznako in sliko dveh obraznih izrazov. Nato so jih prosili, naj izmed obeh slik izberejo tisto, ki ustreza čustveni oznaki.  Na eni izmed slik je bilo ciljno čustvo raziskave (strah ali gnus), na drugi pa jeza, žalost ali presenečenje. Rezultati so pokazali, da so otroci večinoma pravilno odgovarjali, pri tem pa so bili bolj uspešni starejši otroci. Njihova sposobnost za prepoznavanje obraznega izraza gnusa in strahu pa je bila močno odvisna od sosednjega izraza. Gnus so tako prepoznali veliko težje, ko je bil ta predstavljen skupaj z jezo, kot pa ko je bil predstavljen v paru z žalostjo, strahom ali presenečenjem. V drugem delu raziskave so se osredotočili na vizualno sposobnost otrok za ločevanje gnusa od ostalih čustev. Za ta del študije so uporabili enak vizualni material in podoben postopek kot v prvem delu. Razlika je bila v tem, da so se tokrat osredotočili izključno na videz obraznih izrazov, ne na izraženo čustvo. Udeležence so prosili, naj s prstom pokažejo na tistega izmed dveh obrazov na desni strani, ki  je najbolj podoben tistemu na levi. Pravilnost odgovorov je bila zelo velika, zato so raziskovalci zaključili, da ima otrokovo vizualno zaznavanje zelo omejeno vlogo pri težavah, ki jih imajo šolski otroci s prepoznavanjem obraznih izrazov gnusa in strahu. Te težave so najverjetneje posledica tega, da petletniki in šestletniki še niso popolno konceptualizirali teh dveh čustev. Prepoznavanje obraznih izrazov se verjetno razvije najprej kot več skupin s podobnimi izrazi, npr. jezo, gnusom in žalostjo, ki se šele v nadaljnjem razvoju ločijo.
V podobni raziskavi so preverjali trditve nekaterih avtorjev (Pochedly idr., 2012) , da opazovalci prepoznajo gnus po nosni gubi in rahlo privzdignjeni zgornji ustnici, ki se pojavita kot izraz na obrazu. Želeli so dokazati, da je prepoznavanje te gube kot gnus lahko odvisno od metode, ki jo raziskovalci uporabijo za zbiranje podatkov. Rezultati raziskave so pokazali, da na to, ali bodo otroci prepoznali čustvo gnusa, bolj kot nosna guba vplivajo obrazni izrazi, ki so jih videli predhodno. Če so jim pred nosno gubo pokazali namrščen obraz, so temu pripisali jezo, nosni gubi pa gnus. V primeru, da predhodno niso videli namrščenega obraza, je večina otrok nosno gubo prepoznala kot jezo. Če pa so pred nosno gubo videli izraz človeka, ki je na robu bruhanja, so temu izrazu pripisali gnus, nosni gubi pa podobno kot prej, jezo.
Sherri C. Widen in James A. Russell (2008)  sta izvedla več raziskav na temo prepoznavanja gnusa pri otrocih. Ugotovila sta, da je prepoznavanje gnusa pri otrocih nizko in da v veliki večini napačnih odgovorov otroci prikazano čustvo označujejo kot jezo. Izkazalo se je tudi, da velika večina otrok gnus prepozna zaradi nagubanega nosa na sliki, pri čemer pa ni jasno ali to povezujejo samo s slabim vonjem ali pa prav z gnusom kot čustvom. Zato sta v nadaljnji raziskavi avtorja preverjala, ali otroci resnično razumejo čustvo gnusa. Raziskava je zajemala otroke stare od štirih do devetih let. Pokazali so jim sliko deklice, ki izraža gnus. Otroci so morali povedati, kako se deklica počuti, nato pa sestaviti zgodbo o tem, kaj je povzročilo te občutke in kakšne so posledice takega počutja. Zanimalo jih je, ali bodo otroci navajali vzroke, ki bodo pomembni za gnus ali jezo oz. kakšno drugo čustvo. In podobno, ali bodo navajali posledice, ki so  povezane z gnusom. Od 84 otrok, ki so sodelovali v raziskavi, jih je zelo malo prepoznalo gnus, le štirje pa so mu pripisali tudi ustrezno vzročno-posledično zgodbo. Večinoma so otroci gnus prepoznali kot jezo, kar nekaj pa je bilo takih, ki so ga označili kot jezo, vendar povedali zgodbo, ki ustreza gnusu.
Massarinija idr. (2014)  je zanimalo, ali so otroci zmožni prosto poimenovati gnus na podlagi obraznih izrazov na slikah in ali je njihova neuspešnost pri tej nalogi povezana tudi z redko rabo in specifiko besede gnus v različnih jezikih, v tem primeru pri angleško in francosko govorečih otrocih. Izkazalo se je, da vsaj med tema dvema jezikoma v prepoznavanju gnusa ni bistvenih razlik, raziskovalci pa so ugotovili tudi, da se prepoznavanje gnusa z leti le počasi izboljšuje, glede na ostala čustva pa ostaja razmeroma slabo.
V neki drugi študiji (Allen idr., 2006)  pa so raziskovali prepoznavo gnusa v povezavi z ljudmi z obsesivno-kompulzivno motnjo (OKM), saj obstaja dejstvo, ki bi lahko kazalo, da slednji v odraslosti nimajo sposobnosti prepoznati omenjenega. Raziskave kažejo v smer, da se take nezmožnosti začenjajo že v otroštvu, ko se otroci začnejo učiti in ločevati med različnimi obraznimi izrazi. Študija je primerjala prepoznavo obrazne mimike med otroki, starimi približno 11 let, z diagnozo obsesivno-kompulzivne motnje, med otroki z drugimi anksioznimi motnjami ter popolnoma zdravimi otroki. Tudi tu je bil gnus največkrat napačno prepoznan kot jeza v vseh treh skupinah. Otroci z OKM niso pokazali nikakršnega dokaza v zvezi s tem, da ne bi prepoznali izraza za gnus v primerjavi z drugimi otroki. Nepričakovano pa so ti otroci veliko bolje prepoznali izraz presenečenja kot pa otroci brez motnje. Prepoznavanje gnusa ali katerekoli druge emocije ni povezano z otrokovimi simptomi tesnobe. Glede na razlike v prejšnjih študijah, bi lahko v prihodnjih preučevali mlade in starejše mladostnike ter tako prišli do ugotovitev, kdaj se ti učinki nezmožnosti prepoznavanja pravzaprav začnejo.

## Gnus in strah pred okužbo
Gnus je  močno povezan s strahom pred okužbo, saj ga občutimo, ko pridemo v stik z dražljajem, ki bi lahko povzročil okužbo. Strah pred okužbo je najpogosteje prisoten pri posameznikih z obsesivno-kompulzivno motnjo, saj je prisoten pri kar 50% ljudeh s to motnjo. Posamezniki, ki so zelo občutljivi na gnus in so tudi močno anksiozni, imajo bolj izražen strah pred okužbo kot posamezniki, ki niso anksiozni. Domene gnusa, ki nas opominjajo na našo živalski naravo (npr. higiena, organi, smrt), imajo veliko večji vpliva na strah pred okužbo pri posamezniku kot jedrne domene (npr. vonji, živali). Da pa se ljudem gnusijo predvsem kri, telesni izločki, odpadki pa je pomembno tudi, ker so to predvsem glavni prenašalci bolezni. Danes to vemo (imamo veliko znanja o mikroorganizmih, bacilih) in se jim izognemo, včasih pa so se jim izogibali le na podlagi gnusa, torej je imel ta močno varovalno funkcijo. Posamezniki,  pri katerih je strah pred okužbo zelo izražen, pa doživljajo tudi veliko stiske v interakciji z dražljaji, ki bi lahko pomenili okužbo.

## Patogeni, moralni in spolni gnus
Gnus je ena izmed osnovnih emocij, do katere pripelje, kot odziv na veliko različnih dejanj in substanc, kot so iztrebki in spolni odnosi pa vse do kraje in pljunkov. V zadnjih dveh desetletjih se je raziskava gnusa razširila, prav tako pa modeli za razlago heterogenosti dražljajev oziroma povzročiteljev gnusa. Gnus lahko zato delimo na tri dimenzije, in sicer na moralni gnus, spolni gnus in patogeni gnus. Pri moralnem gnusu gre za doživljanje gnusa v primeru nemoralnih, moralno spornih in družbeno nedopustljivih dejanjih in obnašanju ljudi. Spolni gnus se nanaša na občutenje gnusa ob prizorih spolnosti, razmišljanju o spolnosti ipd. Obstaja pa tudi patogeni gnus, ki ga doživljamo v povezavi s patogenimi organizmi, ki lahko povzročajo bolezni. Na podlagi različnih raziskav izvedenih na področju patogenega gnusa, je torej možno to emocijo označiti, kot nek sistem, ki naše telo ščiti pred okužbami in boleznimi. Patogeni gnus je pojmovan kot obrambno-izogibajoč mehanizem, ki se je razvil, da bi zaščitil človekovo telo pred okužbo s pokvarjeno hrano. Živali so razvile številna vedenja za reduciranje tveganja okužbe s patogenimi organizmi, kot so to virusi, bakterije, mnogocelični paraziti in njihovi prenašalci. Prav tako kot živali se tudi ljudje soočajo z nenehnim pritiskom selekcije patogenov, tako v sedanjosti kot v preteklosti. Za preživetje, tako ljudje kot živali potrebujejo dobro razvit imunski sistem. Kot živali, naj bi imeli tudi ljudje repertoar vedenj, ki imajo funkcijo zmanjšati kontakt s patogenimi organizmi. Eden izmed teh vedenj in domnevno najbolj pomemben za ljudi v kontekstu izogibanja boleznim je emocija gnusa. Gnus običajno občutimo kot odpor, ki ga občasno lahko spremlja tudi slabost in pa močna želja po umiku dražljaja. [69]

### Patogeni gnus in izbira partnerja pri ženskah
Ljudje se razlikujemo po stopnji doživljanja patogenega gnusa. Nekateri avtroji so dokazali, da obstaja povezava med stopnjo patogenega gnusa pri ženskah in njihovimi preferencami pri izbiri partnerja. Izkazalo se je, da imajo ženske, ki imajo višjo stopnjo doživljanja patogenega gnusa, kar pomeni, da imajo večji gnus pred boleznimi, mikrobi in patogenimi organizmi, raje moške, ki imajo več tipičnih moških lastnosti. Osredotočili so se predvsem na glas, obraz in telo moških.  Ženske z višjim patogenim gnusom imajo raje moške z globljimi glasovi, bolj možatimi obraznimi potezami in postavami (višji, bolj mišičasti, močnejši moški). To nakazuje, da se želijo ženske, ki so bolj občutljive za doživljanje patogenega gnusa, z izbiro možatega in močnega moškega zaščititi v primeru reprodukcije in skrbi za potomce..

## Gnus in motnje hranjenja
Mayer, E.R. Bos, Muris, Huijding in Vlielander (2008) so predpostavljali, da bo eksperimentalno sprožen gnus znižal posameznikovo samozavest in hkrati povečal njegovo zavračajoče vedenje v odnosu do hrane. Vzorec 50 študentk so razdelili na eksperimentalno in kontrolno skupino. V eksperimentalni skupini so laboratorij zasmradili s štirimi Limburškimi siri. Udeleženke so se najprej lotile IAT, implicitno asociacijskega testa, na osnovi katerega so v čim krajšem možnem času slike visoko ali nizko-kalorične hrane morale razvrstiti v pozitivno ali negativno kategorijo. Nato so jim na računalniškem ekranu naključno predvajali 21 slik visoko, srednje ali nizko-kalorične hrane. V tem času so na vizualni analogni lestvici VAS označile, kako močan apetiti so v njih vzbudile. Za merjenje njihove telesne samopodobe in vedenja v odnosu do hrane je bil uporabljen vprašalnik DEBQ. Eksperimentalna skupina je doživljala več gnusa, gnusen dražljaj ni zmanjšal njihove samozavesti ali povečal simptomov prehranjevalnih motenj. Ugotovljenega ni bilo nikakršnega kavzalnega odnosa med doživljanjem gnusa in simptomi prehranjevalnih motenj. Glavno spoznanje raziskave je dejstvo, da gnus lahko vpliva le na razvoj prehranjevalnih motenj potem, ko so simptomi le-teh že prisotni.
Davey, Buckland, Tantow in Dallos (1998) so raziskavo izvedli pri zdravih študentih iz Univerze v Sussexu. 170 študentov (od tega 85 žensk in 85 moških) je moralo rešiti pet različnih vprašalnikov, ki so se navezovali na gnus in  motnje hranjenja . Ugotovili so, da le pri ženskah obstaja velika korelacija med prehrambnimi motnjami in občutljivosti na gnusno. Rezultati niso pokazali odnosa med gnusom do človeškega telesa in njegovih produktov s prehrambnih motnjah. Raziskavo so nadaljevali z 10 adolescentkami, ki so se zdravile na mladostniškem psihiatričnem oddelku dveh bolnišnic v Leipzigu. Vse udeleženke raziskave so bile diagnosticirane za anoreksijo ali bulimijo. 
S tema dvema raziskavama so dokazali, da so prehrambne motnje povezane samo z gnusom do specifičnih dražljajev ( hrana , človeško telo, njegovi produkti). Ugotovili so, da je izraženost gnusa v korelaciji s prehrambnimi motnjami. Ker povečana izraženost gnusa še ne vpliva na nagnjenost k tovrstnim motnjam, ta povezava še ni bila v celoti pojasnjena. Predvidevali so, da gnus lahko vpliva na razvoj teh motenj, če se »specializira« za določene dražljaje.
Troop, Murphy, Bramon in Treasure (2000) so raziskovali odnos med simptomi hranjenja in splošne patologije ter občutljivostjo na gnus v številčnejšem kliničnem vzorcu, v katerega so vključili osebe z različnimi oblikami motenj hranjenja. V svojo raziskavo so vključili 74 pacientov (od tega 7 moških), ki so se zdravili na bolnišnični enoti za prehrambne motnje Bethlem in Maudsley Hospital. Za kontrolno skupino so izbrali 15 študentk in članic osebja na Inštitutu za psihiatrijo. Z vprašalnikom občutljivosti gnusa so izmerili občutljivost na dražljaje, ki lahko izzovejo gnus.  Vprašalnik je bil sestavljen iz 32-ih vprašanj, ki so se navezovale na smrt, hrano, človeške produkte, seks in prenašanje (npr. bolezni, kote je AIDS ali npr. mikrobov) z dotikom. Z odgovori so želeli ugotoviti kako močne občutke gnusa (oz. ali sploh ) bodo posamzeniku doživljali ob posamezni postavki. 
Simptome motenj hranjenja so vrednotili z vprašalnikom EDI, ki meri naslednje simptome motenj hranjenja: nezadovoljstvo z lastnim telesom, bulimijo, prefekcionizem, strah pred zrelostjo, neazupanje, neučinkovitost,odločenost za doseg suhe postave, zavedanje prejemanja in odzivanje na telesne dražljaje. Nespecifično patologijo so izmerili z uporabo ček liste, ki je ocenjevala simptome tesnobe, depresije, sovražnosti, medosebne občutljivosti, obsesivno-kompulzivne motnje ,  psihoticizem , paranoidne misli somatizacijo. Tudi njim so razdelili vprašalnike in skušali ugotoviti povezanost med občutljivostjo na gnusno in prehrambnimi motnjami.
Rezultati do katerih so prišli z raziskavo niso pokazali znatnih razlik med skupinama obolelih in zdravih udeležencev v splošni občutljivosti na gnus vzbujajoče dražljaje.  Do pomembnih odstopanj pa je pri šlo pri postavki produkti telesa saj je pri tej imela kontrolna skupina občutno nižji rezultat kakor skupina obolelih.Stopnja izražene občutljivosti na gnus pri obolelih udeležencih je povezana z resnostjo motnje hranjenja (merjene po EDI). To velja predvsem za bulimijo in odločenost za doseg suhe postave, še posebno v povezavi s postavkami o hrani, smrti in prenašanju z dotikom..
Mayer, Muris, E. R. Bos in Suijkerbuijk (2008) so v svojo raziskavo vključili 166 žensk in 186 moških. Udeleženci so najprej izpolnili vprašalnik DSQ, nato DS, s katerim so merili občutljivost na gnus v domeni hrane, telesnih izločkov, spolnosti, oskrunitve telesa, smrti, higiene in magičnega razmišljanja. Z EDE-Q ali sistematičnim intervjujem, ki je obsegal samoobvladanje, skrbi prehranjevanja, teže in postave, so identificirali glavne simptome prehranjevalnih motenj. Z DEBQ vprašalnikom so merili emocionalno, zunanje ali zadržano prehranjevanje posameznikov, pri čemer so višji dosežki odsevali bolj moteno vedenje hranjenja. Pri ženskah je gnus vezan na telesne izločke koreliral z motenim vedenjem hranjenja. Pri moških pa so se zadržano prehranjevanje in skrbi o prehranjevanju povezovale z gnusom, vezanim na hrano. Da bi pri ženskah ugotovili povezavo med zunanje motiviranim vedenjem prehranjevanja in občutljivostjo na gnus, so izvedli raziskavo z 29 ženskami, ki so na DEQO dosegle visok rezultat in 30 z nizkim rezultatom. Pokazali so jim 32 gnusnih slik (za vsako domeno gnusa 4), 8 pozitivnih, 8 ogrožajočih in 8 nevtralnih, ki so si jih predvajale same. Vsako sliko so nato ocenile z vidika gnusa, ugodja ali grožnje. Presenetljivo so udeleženke dlje časa opazovale gnusne in ogrožajoče slike. Gnusne slike so zaznale kot bolj gnusne v primerjavi z ostalimi. Najdenih ni bilo nobenih razlik med ženskami z nizkimi in visokimi rezultati na DEQO ter občutljivostjo na gnus. Najdena je bila le povezava med zunanjim vedenjem prehranjevanja in gnusom, vezanim na oskrunitev telesa.
Troop, Treasure, Serpell (2002) so skušali pridobiti nove podatke o odnosu med izraženostjo gnusa in prehrambnih motnjah in jih primerjati s prejšnjimi raziskavami. Za raziskavo so izbrali 208 prostovoljcev (od tega 1 moški) iz Liste prostovoljcev Enote za prehrambne motnje Psihiatričnega inštituta. V raziskavi so uporabili vprašalnik o gnusu -DQ (Barker & Davey, 1994), s katerim so z 37-imi vprašanji merili stopnjo gnusa , ki jo udeleženci občutijo ob določenem razponu dražljajev Možne in verjetne diagnoze  anoreksije ,   bulimije  in nedoločenih motenj hranjenja so izmerili z vprašalnikom Kratka evalvacija motenj hranjenja-SEED (Kordy & Treasure, 1997), uporabili pa so predelano različico, saj so dodali definicjo kompulzivnega prenajedanja in vprašanja o trajanju določenih simptomov.
Ugotovili so, da je pri bolnih posameznikih izraženost gnusa še vedno velika, vendar pa ne moremo zaključiti, da je to vzrok za razvoj prehrambnih motenj. Dokazuje pa, da je pri pacientih povišana izraženost gnusa osredotočena na omejeno število predpostavk, predvsem tistih, ki temeljijo na telesu in hrani.
Rezultate tistih, ki v času merjenja niso imeli motenj hranjenja (ampak so verjetno in možno oboleli za eno ali več  izmed motenj hranjenja v preteklosti) in tistih, ki so se v času merjenja verjetno in možno spopadali  z motnjami hranjenja so primerjali z dvema vzorcema vzetima iz raziskave Barker in Davey (1994). Z raziskavo so ugotovili, da so trenutno zdravi udeleženci, ki so v preteklosti imeli motnje hranjenja izražali nižjo stopnjo gnusa pri postavkah človeško telo in telesni izdelki kakor trenutno bolne osebe. Kljub nekaterim razlikam med trenutno bolnimi in trenutno zdravimi bolniki v stopnji izraženosti gnusa je stopnja gnusa tako pri enih kot drugih  pomembno  višja kakor a pri vzorcih zdravih oseb.
Hay in Katsikitis (2014) sta preučevali emocionalen odziv posameznikov s prehranjevalnimi in duševna motnja na hrano, pri čemer sta predpostavljali, da bodo posamezniki s prehranjevalnimi motnjami reagirali bolj čustveno. Vzorec je sestavljalo 107 žensk, starih nad 18 let. Tiste z diagnosticirano prehranjevalno motnjo so predstavljale eksperimentalno skupino, medtem ko so v kontrolni skupini bile vključene ženske z diagnosticirano duševno motnjo in zdrave ženske. Vsaki udeleženki je na pol minutne intervale bila predvajana PowerPoint prezentacija slik hrane. Ob teh so na vizualni analogni lestvici VAS ocenile stopnjo strahu, sreče ali gnusa, ki so jim jo slike ob gledanju vzbudile. Znotraj raziskave je bil uporabljen vprašalnik EDE-Q, s katerim so vrednotili simptologijo prehranjevalnih motenj. Duševna kontrolna skupina in eksperimentalna skupina sta se ujemali le v primeru sreče in strahu. Zdrava kontrolna skupina in eksperimentalna skupina sta se ujemali v oceni gnusa. Kontrolni skupini sta se ujemali v vseh emocionalnih ocenah, razen v gnusu. Vsi emocionalni odzivi na hrano so bili bistveno višji (gnus in strah) ali nižji (sreča) v eksperimentalni skupini. Ženske s prehranjevalno motnjo so imele večji odpor do slik hrane, kot ženske brez prehranjevalnih motenj in se na slike manjkrat odzvale z emocijo sreče.
Avtorja a Ruth Aharoni in Marianne M.Hertz sta primerjala občutljivosti na gnus med večjim in bolj specifičnim vzorcem bolnikov z anoreksijo nervozo in kontrolno skupino. 
S študijo sta avtorja podprla predhodne ugotovitve , da je med motnjami hranjenja in občutljivostjo gnusa pri ženskah visoka korelacija.  Rezultati  pacientov z   anoreksijo  so pokazali splošno zvišano občutljivost na gnus pri večini postavk. Odkritje splošnih odstopanj v občutljivosti gnusa med bolnimi in zdravimi udeleženci je bilo morda posledica tega, da so v raziskavi preučevali specifično obolele za anoreksijo  nervozo, prejšnje študije pa so testirale osebe z motnjami hranjenja na splošno. 
Kljub temu da so rezultati vseh treh raziskav pokazali, da obstaja povezava med občutljivostjo na gnus in motnjani hranjenja, je le tretja raziskava potrdila splošno višjo občutljivost na gnus pri obolelih pacientih. Avtorji prve razsikave so prišli do zaključka, da so za ugotovitev povezav med simptomi motenj hranjenja in občutljivostjo na gnus potrebne dodatne raziskave, Troop in Treasure sta tako izpeljala nadaljnjo raziskavo in s pomočjo rezultatov prišla do zaključka, da motnje hranjenja niso povezane s splošnim zvišanjem občutljivosti na gnus ampak je to specifično za področji hrane in telesa.
Raziskava se osredotoča na odnos med gnusom in motnjami hranjenja. V članku so izhajali predvsem iz izjav obolelih. Pri vseh je bilo izraženo, da so ob pogledu na lastno telo ali hrano občutili gnus npr. »Ko se pogledam v ogledalo, vidim debeluško. Ne vidim svojih kosti in reber. Vidim napihnjen trebuh, maščobo na stegnih. Vse to se mi gnusi. Gnusim se sama sebi, ko pojem košček torte.« Kvalitativna študija (McNamara, Chur-Hansen in Hay, 2008)  je raziskala čustvene odzive na različno hrano. Oboleli so ob pogledu nanjo občutili gnus in strah.
Študija iz leta 2005 (Uher in drugi) , je izvedla MRI študijo na pacientih z motnjami hranjenja in testno skupino. Spremljali so možganske odzive na fotografije podhranjenih, normalno hranjenih in prehranjenih teles. Čeprav ni bilo večjih deviacij med možgansko aktivnostjo testne in obolele skupine, so oboleli pacienti podali precej bolj negativna subjektivna mnenja na fotografije prehranjenih teles. Ob pogledu na njih so občutili močan gnus. V nasprotju je testna skupina negativna čustva občutila ob pogledu na podhranjena telesa.
Še ena izmed študij (Murphy in drugi, 2008)  je raziskovala razlike v doživljanju gnusa in strahu med obolelimi za anoreksijo, obolelimi za bulimijo in testno skupino. Ugotovili so, da so močan gnus ob pogledu na hrano občutili oboleli za anoreksijo, ne pa tudi oboleli za bulimijo in testna skupina. Ob pogledu na prehranjena telesa pa sta gnus občutili tako anoreksična kot tudi bulimična skupina.

## Gnus in poklic
Obstajajo razni  poklici, kjer se ljudje vsakodnevno srečujejo z gnusom in občutkom odpora do določenih stvari. Eden izmed le teh je poklic zdravstvene nege, o katerem je pisalo nekaj znanstvenikov v enem izmed njihovih člankov.  Poklic obstaja že od nekdaj, z vidika časa svetovnih vojn pa ga še najlažje umestimo oziroma povežemo z občutkom gnusa. Medicinske sestre so se neprenehoma soočale z bolnimi, invalidnimi, mrtvimi in amputiranimi. Hkrati pa so skrbele, kar še dandanes, za mnoge, kjer so se srečevale z najrazličnejšimi ranimi, bruhanjem in ostalim človekovim izločanjem. Vse to je del tega poklica, zato so občutki le teh delavcev mnogokrat povezani z gnusom in odporom, kar pomeni, da za to delo še posebej ni vsak izmed posameznikov.

## Gnus in spolnost
V primeru,če bi ga človek doživljal tudi v situacijah, pomembnih za nadaljevanje človeške vrste (npr. reprodukcija), bi bilo čustvo z evolucijskega stališča nepotrebno. Zato so se raziskovalci pričeli ukvarjati z vprašanjem, ali človek ne doživlja gnusa, če je spolno vzburjen. Sam spolni akt namreč omogoča izločanje nekaterih telesnih izločkov oz. predstavljajo nekatere spolne navade in obnašanja visoko raven tveganja za vnos škodljivih snovi (npr. povzročitelje spolnih bolezni).
Lee, Ambler in Sagarin (2014)  so v svoji študiji predpostavljali, da bo spolno vzburjenje, za razliko od fizičnega vzburjenja, zmanjšalo gnus v povezani s spolnostjo pri  moških in ženskah, ne bo pa zmanjšalo gnusa pred mikrobi in moralnega gnusa. Pri raziskavi je sodelovalo 108 udeležencev, ki so vprašalnike izpolnjevali na domu. Te so morali izpolniti v stanju, ki so jim ga določili raziskovalci, torej v stanju spolne vzburjenosti, fizičnega napora/vzburjenosti (npr. ob dvigovanju uteži) ali pa svojem običajnem stanju, ker so bili del kontrolne skupine. Način kako so dosegli želeno stanje, so si udeleženci izbrali sami. Rezultati raziskave so pokazali, da se:
- pri ženskah v primeru vzburjenosti gnus pred spolnostjo zmanjša, gnus pred mikrobi le neznatno poveča;
- pri moških je bil gnus pred spolnostjo nizek celo v primeru, da niso bili spolno vzburjeni;
- spolna vzburjenost pri obojih ni vplivala na moralni gnus.

Avtorji  so v študiji navedli, da spolno vzburjenje pri ženskah ne vpliva na izbiro možnega spolnega partnerja, kar je morebiti posledica evolucijskega dejstva, ker ženske večinoma skrbijo za potomce. Vendar se je v primeru, da je bil najden primeren partner, dvignila raven gnusa pred mikrobi, da bi bile ženske bolj pozorne na znake bolezni pri partnerju.
Lahko bi tudi dejali, da čustva, ki jih spolni odnos sproži, niso nujno pozitivna. Samo občutje gnusa je najverjetneje najbolj pogost med negativnimi reakcijami na spolno stimulacijo. Že desetletja je znano, da imajo ljudje s težavami s spolnim funkcioniranjem odziv gnusa na erotično stimulacijo, vendar se je šele v zadnjih letih začelo teoretično ugotavljanje specifičnih povezav med gnusom in spolno vzburjenostjo. Pretekle raziskave kažejo na močno negativno povezavo. Novejša odkritja pa so pokazala, da gnus na začetku ovira spolno vzburjenje na vizualno stimulacijo. Na drugi strani pa tako pri moških kot pri ženskah ni bilo mogoče najti znakov, da gnus vpliva na izogibanje spolne stimulacije.
Leta 2010 so Borg, de Jong in Schultz iskali povezavo med vaginizmom kot bolezenskim stanjem in občutkom gnusa.Vaginizem je močan nehoten krč nožnice, do katerega pride pri poskusu penetracije. Vzroki za pojav ležijo v strahu, iz česar sledi, da ima to fiziološko stanje psihološke začetke oziroma vzroke. Osredotočili so ne na refleksivne odzive, do katerih pride zaradi občutka gnusa, ki ga oseba z vaginizmom dobi ob izpostavljenosti s spolnostjo povezanim dražljajem. Rezultati študije so pokazali, da ženske, ki trpijo za to boleznijo, ob srečanju z dražljaji, vezanimi na spolnost, izražajo povišan subjektiven občutek gnusa, združen z zvišano pripravljenostjo na grožnjo. Slednja lahko razloži pojav krčenja nožnice in ostalih fizioloških sprememb, do katerih pride pri poskusu penetracije.
Prejšnje študije so raziskale, da gnus lahko moti zdravo spolno delovanje na podlagi žensk, ki imajo bolečine med spolnostjo, saj tako le to hitreje in intenzivnejše povežejo z občutkom gnusa in kasneje tudi memorirajo take asociacije s podobnimi situacijami. Da bi razširili vedenje o razmerju med spolnostjo in gnusom, so Grauvogl, de Jong, Peters, Evers, van Overveld in van Lankveld (2015) opravili dve študiji.
Prva študija je preizkušala razmerje med gnusom in spolnim delovanjem pri moških in ženskah ter pokazala, da gre še posebej pri ženskah za relativno visoko nagnjenost h gnusu in občutljivost povezano z nižjim spolnim delovanjem. Druga študija se je osredotočila na zdrave mlade moške in ženske ter preizkušala razmerje med lastnostjo gnusa in avtomatičnimi spolnimi asociacijami kot tudi napovedano vrednostjo nagnjenosti h gnusu med udeleženci med gledanjem erotičnega filma. Merili so spolno vzburjenost med gledanjem običajnih in erotičnih videoposnetkov. Ženske so pokazale veliko več in močnejših občutkov gnusa kot moški. Zanimivo pa je bilo, da ko so jim merili fiziološke odzive (povišan srčni utrip, itd.), so bili ti precej nizki, slike niso izzvale nekih večjih fizioloških sprememb na telesu, kar pomeni, da so s tem dokazali, da je to moralno pogojen gnus. Na nek način bi lahko bil to tudi dokaz, da se jim zdi to moralno sporno, in je gnus tudi pričakovan odziv, ki se jim zdi družbeno primeren. Rezultati so na splošno pokazali, da ni posebne povezave med gnusom in asociacijami gnusa ter spolnih delovanjem oziroma spolno vzburjenostjo. Še posebej pri moških je visoka raven gnusa povišala raven spolnega vzburjenja. Prav tako so moški poročali o močnejši vzburjenosti med ogledom erotičnih ter tudi običajnih videoposnetkov. Kot že omenjeno, na splošno ni nobenih trdnih dokazov, ki bi kazali na to, da so med mladimi brez spolnih težav močni občutki gnusa in asociacije (povezane le s tem) povezane z nizkim spolnim delovanjem oziroma nizkim spolnim vzburjenjem.
Pri tej raziskavi so tudi ženske prosili če izpolnijo Schwartzove lestvice vrednot. Tukaj so preverjali ženske z vaginizmom in testno skupino. Pri ženskah z vaginizmom so pokazale, da niso dovzetne do impulzov oz. dejanj, ki bi lahko poškodovale drugega človeka oz. povzročale  bolečino in niso dovzetne do nasilnih družbenih pričakovanj in do eksperimentiranja v seksualnem smislu – kar pomeni, da imajo ženske z vaginizmom zelo stroge socialno moralne vrednote in tudi njihov pogled na te vrednote ima tudi veliko vlogo pri njihovem gledanju na spolnost. Vsako deviantno vedenje v spolnosti in tudi sama spolnost se jim gnusi.

## Gnus in morala
Gnus je eno od osnovnih čustev, ki naj bi ga ljudje občutili v situacijah, ko se srečamo s predmeti, ki bi lahko ogrozili naš organizem. Največkrat gre pri tem za (pokvarjeno) hrano, (bakterij polne) iztrebke, (okužene) rane, smrt, (bolezni prenašajoče) živali. Karkoli, torej, kar spominja na bolezen. Že tukaj torej prihaja do abstraktnejših idejnih in simbolnih povezav, ki lahko pojasnijo,  zakaj gnus ljudje občutimo tudi ob kršenju socialnih in moralnih norm (spolni delikti, homoseksualnost, izdaja, prevara). Gnus naj bi ljudje občutili zato, ker nas takšna dejanja spominjajo na našo živalskost in nečloveškost, to čustvo pa pri nas deluje kot obrambni mehanizem (nekateri s tem pojasnjujejo tudi gnus moških do homoseksualcev – šlo naj bi za obrambni mehanizem, saj družba ne sprejema tega, da bi posameznik homoseksualnost sprejemal).
Moralni gnus opisuje izkušnjo, kot odgovor na izpostavljenost moralnim prestopnikom in kaznivim dejanjem.
Za izražanje moralnega gnusa je značilna zgornja privzdignjena ustnica.
S povezavo gnusa in moralnih norm so se ukvarjali Horberg, Oveis, Keltner in Cohen (2009), ki so opravili serijo študij o gnusu in moralizaciji čednosti (nedolžnosti). Ta se navezuje na človeško telo in njegovo čistost (nedovoljeno je torej vsako odstopanj od družbenih norm in pričakovanj o spolni usmerjenosti, spolnih praksah …). V prvi so poskušali potrditi svojo hipotezo, da ljudje ob zgodbah, v katerih je prisotna kršitev norm nedolžnosti in čednosti, občutili gnus, ob zgodbah, kjer je kršena pravica, pa jezo. V splošnem so bili udeleženci zmerno kritični do opisanih situacij, a so kršitve ocenjevali kot bolj »napačne«, kot kršitve pravice, prav tako pa so bile ženske bolj kritične glede kršitev pravice, ne pa tudi glede kršitev čistosti. Politična opredeljenost je korelirala z oceno obsojanja kršitev čistosti, ne pa tudi pravice, za socialno-ekonomski standard pa se je, v nasprotju s pričakovanji, izkazalo, da na ocenjevanje nima vpliva. Z raziskavo so potrdili, da gnus predvideva kritičnost do kršitev čistosti, ne pa tudi kršitev drugih moralnih domen, in da je prav to čustvo povezano z moralizacijo čistosti.[39]
P.S. Russel in Ginner-Sorolla (2011) sta se ukvarjala s hipotezo neutemeljenega gnusa, ki ga čutimo ob kršenju telesnih norm (norm in pravil, ki so vezana na telo, na njegovo nedotakljivost in čistost, ki ne sme biti oskrunjena), in naj bi bil manj pogosto racionalno utemeljen, kot je v takšnem primeru opredeljena jeza. Udeleženci so prebrali definicijo pedofilije, zatem pa so morali obkrožiti, katero čustvo občutijo ob njej. Za vsako so morali napisati tudi razloge in pokazalo se je, da so za jezo podali večinoma poglobljene razloge, nasprotno pa so pri gnusu prevladovali nepoglobljeni razlogi in tavtologije. Ker so ugotovili, da razlogi sicer obstajajo, so se spraševali, če so razlogi le manj dostopni, če jih v praksi manj uporabljamo. Da bi to preverili, so manipulirali s prisotnostjo in odsotnostjo že ponujenih razlogov, med katerimi so udeleženci izbirali, če zanje veljajo. Če so bili odgovori ponujeni, je to izničilo razhajanja, ki so se pojavljala v prejšnjih eksperimentih. Raziskovalca sta zaključila, da se gnusa učimo s ponotranjenjem socialne asociacije (nekaj je gnusno, ker pač je, razlogi pa so potlačeni v nezavedno), medtem ko je učenje jeze bolj pod vplivom utemeljevanja in prepričevanja.[40]
P. S. Russel in Ginger-Sorolla (2011)  sta istega leta izvedla še eno raziskavo, v kateri ju je zanimal odziv jeze ali gnusa na namerno dejanje. Eksperiment je pokril moralne sodbe znanstvenikovih dejanj in tri elemente, ki so bili manipulirani: ali je znanstvenik kršil tabu: telesno normo glede prehranjenja s človeškim mesom, ali je znanstvenik škodil drugemu človeku s kršenjem njegovih pravic in ali je znanstvenik ravnal namerno. Udeleženci so najprej prebrali hipotetično zgodbo, ki je vsebovala manipulacijo v kateri znanstvenik, tehnično krši telesno normo s tem, da ustvari umetni zrezek iz kloniranih človeških celic. Na osem sestavljenih scenarijev so se posamezniki odzvali z jezo in gnusom. Prišli so do ugotovitve, da sta tako jeza kot gnus edinstveno napovedala moralno sodbo, obe sta v kontekstu moralno relavantni emociji. Rezultati podpirajo hipotezo, da je jeza ne pa gnus reakcija na škodoželjnost in namernost v scenarijih. Čeprav je na prvi pogled kazalo, da naj bi namernost vplivala na gnus, je kontrola jeze popolnoma izločila vpliv manipulacije namernosti na gnus, manipulacija tabuja pa je ostala vplivajoča.
Inozu, Ulukut, Gokce Ergun in Alcolado (2014)  so v svoji raziskavi (The mediating role of disgust sensitivity and thought-action fusion between religiosity and obsessive compulsive symptoms) poleg povezave med OKM-jem in gnusom preučevali še povezavo z zlitostjo misli in dejanj  (ang. thought-action fusion (v nadaljevanju TAF)) ter religioznostjo. Izhajali so iz psiholoških teorij, ki pravijo, da stroga verska prepričanja in moralni standardi spodbujajo TAF ocene, te pa vplivajo na pojavitev klinično zaskrbljujočih obsesij. Nadalje, povišana občutljivost za gnus naj bi bila povezana z obsesivno-kompulzivnimi (v nadaljevanju OK) simptomi. Inozu idr. (2014) so študijo opravili na 244 dodiplomskih študentih (od teh je bilo 94,9 % muslimanov). Udeležencem so merili OK simptome, TAF, občutljivost na gnus, religioznost in negativne posledice. Analiza je pokazala, da je odnos med religioznostjo in OK simptomi posredovan s strani TAF in občutljivosti za gnus. Vloga TAF je bila pri vseh tipih OK simptomov enaka, medtem ko se je vloga občutljivosti za gnus med OK simptomi razlikovala. Ti rezultati kažejo na to, da je nagnjenost vernih muslimanov k doživljaju večjih OK simptomov povezana z njihovimi verskimi prepričanji glede občutljivosti na gnus in pomembnosti misli.
S preučevanjem gnusa pri otrocih sta se ukvarjala  J. Danovitch in Bloom (2009), ki sta preučevala, s čim otroci čustvo sploh povezujejo (verbalno ali ekspresivno)Z njimi sta se igrala igrico, ki se je začela s stavkom: »Ste že kdaj slišali koga reči, da je kaj nagnusno?« Otroci vseh starosti so kot bolj gnusne označevali nagnusne fizične aktivnosti kot negnusne, prav tako so pogosteje kot nevtralna dejanja kot nagnusne označevali, moralne kršitve, a v veliko manjši meri. Rezultati kažejo, da že otroci pri zelo zgodnji starosti kot nagnusne označujejo tudi različne moralne kršitve. A vsem moralnim kršitvam tudi ne gre pridati pridevnika nagnusno (raziskovalci, denimo Rozin idr. (2000), so ugotovili, da tega pripisujemo le dejanjem, ki so do neke mere nečloveška, živalska).[42]
Iz opisanih raziskav lahko zaključimo, da sta gnus in morala čistost neločljivo povezana, ter da se gnusa učimo s ponotranjenjem, čustva pa nismo sposobni utemeljiti. Sociomoralne norme ponotranjijo otroci že v najzgodnejšem obdobju in od takrat tavtološko sprejemajo dejstvo, da so nekatere kršitve pač nagnusne. Prav zaradi tega procesa pa ljudje izgubimo sposobnost pojasnjevanja svojih čustev, ki postaja tako popularna v zadnjem obdobju.

### Vpliv gnusa na moralno presojo
Wheatley in Haidt sta leta 2005 (v Chapman, H. A. in Anderson A. K., 2013) raziskovala odgovor na vprašanje ali je mogoče z manipulacijo čutenja gnusa vplivati na naše moralne sodbe.
Izvedla sta študijo, kjer so udeležence s pomočjo posthipnotske sugestije pripravili do tega, da so jim nevtralne sprožilne besede (often in take) vzbudile gnus. Ti dve sprožilni besedi so nato vključili v besedila, ki so opisovala moralne prestopke. Dve besedili sta  bili povezani s fizičnim gnusom (spolni odnosi med bratrancem in sestrično, jesti mrtvega psa), štiri pa ne (ropanje trgovin, kraja knjig iz knjižnice, podkupovanje in odvetnik, ki išče zaslužek preko žrtev nesreč). Udeleženci so bili razdeljeni v dve skupini, ena je prebrala opise teh dejanj v katere je bila vključena sprožilna beseda, druga pa je prebrala opise istih dejanj brez sprožilne besede. Udeleženci, ki so prebrali sprožilno besedo so močneje zavračali enake moralne prestopke kot udeleženci, ki niso bili v stiku z njo.
Chapman in Anderson (2013)  sta objavila še eno podobno raziskavo, pri kateri sta prav tako uporabljala posthipnotsko sugestijo, s pomočjo katere sta pri udeležencih prebudila občutja gnusa v povezavi z določeno besedo. Ponovno se je izkazalo, da so udeleženci, ki so brali opise, ki so vključevali besedo, ki je pri njih vzbujala občutje gnusa, tudi moralno ocenili situacijo ocenili kot bolj napačno. Ta vpliv se je pojavil tako pri opisih, ki sami po sebi niso vzbujali gnusa kot tudi pri opisih, ki jih je večina ljudi na splošno prepoznala kot dogodke, ki vzbujajo gnus. Če je šlo za situacije, kjer ni bilo treba opraviti moralne sodbe, beseda, ki je vzbujala gnus ni imela večjega učinka, kar bi lahko kazalo na direktno povezavo občutenja gnusa z oblikovanjem moralnih sodb. Sicer pa je treba omeniti, da se moralne sodbe, kot navaja članek, niso spremenile pri vseh udeležencih, eksperiment pa je imel kar nekaj pomanjkljivosti. Kljub temu se rezultati skladajo tudi z ostalimi raziskavami, ki so se ukvarjale s podobnimi vprašanji.
Avtorji C. Daryl Cameron, B. Keith Payne in John M. Doris (2013) )  so na tem področju opravili dva eksperimenta. Pri prvem eksperimentu so ugotvaljali kako so individualne razlike v čustveni diferenciaciji oseb spremenile vpliv gnusa na moralne sodbe udeležencev. Udeleženci so bili izpostavljeni 30 slikam, ki so bile bodisi gnusne, bodisi nevtralne. Ob slikah so se pojavljali opisi nekaterih kulturnih praks, ki se pojavljajo po svetu in so lahko moralno sporne, udeleženci pa so morali označiti koliko napačna so se jim zdela opisana vedenja. Opozorjeni so bili na možen vpliv čustev na njihovo odločitev. Rezultati so pokazali, da je pri udeležencih, pri katerih sposobnost čustvene diferenciacije ni bila precej izražena, vzbujanje gnusa povzročilo ostrejše moralne sodbe, pri osebah z visoko sposobnostjo čustvene diferenciacije ta vpliv ni bil viden. 
V drugem eksperimentu so pred vrednotenjem slik udeležence vodili skozi introspekcijsko vajo. Pri prvi skupini so v navodilih poudarili, naj bodo udeleženci pozorni na majhne razlike, ki jih opazijo pri lastnem čustvovanju ob pogledu na določeno sliko. Drugi skupini so v navodilih naročili zgolj to, naj opazujejo ali jim slika povzroča pozitivna ali negativna občutja.  Ugotovili so, da so s tem, ko so ljudi spodbudili k introspekciji lastnih čustev, povečali njihovo zmožnost čustvene diferenciacije. Tako so bili slednji bolj pozorni na izvor občutji gnusa, ki so jih čutili in posledično ta občutja niso imela vpliva na njihovo moralno presojo.
Prej omenjena avtorja Chapman in Anderson (2014) )  sta opravila tudi dve študiji, pri katerih sta iskala povezavo med individualnimi razlikami v nagnjenosti k občutenju gnusa kot odziva na fizične stimulacije ter sodbami moralnih prekrškov. V prvem delu študije so sodelovali študentje, ki so najprej rešili vprašalnik, ki jih je razdelil na osebe z visoko in osebe z nizko nagnjenostjo k občutenju gnusa ob določeni fizični stimulaciji.  Nato sta oblikovala več scenarijev, ki so opisovali moralne prekrške, prekrške znotraj socialnih dogovorov ali pa nevtralna dejanja. Udeleženci so dejanja ocenili glede na to, koliko sprejemljiva so se jim zdela. Rezultati so pokazali, da osebe, ki imajo večje nagnjenje k občutenju gnusa, ko so izpostavljene določenim fizičnim stimulacijam, tudi strožje moralno presojajo. V drugi študiji sta avtorja raziskavo natančneje zasnovala, uporabljen pa je bil drug vzorec (izbran preko interneta). Kljub temu so rezultati ponovno pokazali povezavo med nagnjenostjo k občutenju gnusa kot reakcijo na fizične stimulacije ter moralno strogostjo pri odgovorih.
Chapman, H. A. in Anderson, A. K. (2014)  sta preučevala lastnosti fizičnega gnusa v povezavi z moralnimi sodbami. Postavila sta hipotezo, da ni povezave med fizičnim gnusom in sodbami glede čiste transgresije. Vsi scenariji so bili postavljeni v srednješolsko okolje kjer obstaja veliko socialnih norm. Razvili so tri tipe scenarijev: krajo, kršitev šolskih pravil in nevtralno dejanje, ki se zgodi vsakodnevno. Udeleženci so ocenili kako nesprejemljivo je bilo posamezno dejanje in dopustnost teh dejanj. Po prejšnjih raziskavah, ki se strinjajo da so moralne norme neodvisne od avtoritete, so zato, da bi preučili moraliziranje bili udeleženci naprošeni, da se odločijo, če je bilo dejanje, ki so ga označili kot nedovoljenega sprejemljivo, če bi ravnatelj rekel, da je sprejemljivo. Moralne transgresije so bile označene za bolj slabe, kot konvencionalne. Udeleženci z visoko izraženostjo gnusa so oboje ocenili kot manj sprejemljivo, v nasprotju tistim z nižjo izraženostjo. Raziskali so tudi ali je izraženost fizičnega gnusa morda povezana z moraliziranjem. V primerjavi s svojimi kolegi so tisti z višjo izraženostjo gnusa tako moralno in konvencionalno transgresijo označili kot bolj nesprejemljivo, kljub temu, da v teh scenarijih ni bilo stimulacije fizičnega gnusa, kot so npr. seksualni in telesni tabuji. Tisti z visoko izraženostjo so tudi bolj moralizirali kršitve socialnih konvekcij, ne glede na to kaj je rekla avtoriteta. 
Pri drugi študiji soizbrali le osem scenarijev, ki so bili ocenjeni kot najbolj nesprejemljivi in osem, ki so bili ocenjeni kot najbolj sprejemljivi. Potem ko so vsi udeleženci prebrali scenarije so označili situacijo glede nesprejemljivosti, dopustnosti in vpliv avtoritete na odločitev. Ob podvajanju in povečanju študije 1 so se pokazale individualne razlike izraženosti fizičnega gnusa glede moralnih sodb. Skozi dve študiji so odkrili, da posamezniki, ki imajo višje izražen fizični gnus sodijo kršitev obojega tako moralnosti kot socialne konvekcije huje, kot tisti z nižjo izraženostjo.
Kayyal, M. H. idr. (2015)  so z dvema korelacijskima študijama ugotavljali odnos med gnusom in sodbami o nemoralnosti. Namen raziskave je bil testiranje hipoteze da gnus ni dominantna čustvena reakcija za dejanja, ki so označena kot nemoralna. Prva študija je preučevala korelacijo med sodbami moralnosti in čustev. Ustvarili so 40 scenarijev, ki so bili ustvarjeni tako, da jih je bila polovica moralno dobrih polovica pa slabih. Vsak udeleženec je scenarij ocenil glede na stopnjo izraženosti petih emocij: strah, veselje, jeza, gnus in žalost in kako moralno ustrezno je bilo dejanje. Povezanost med moralnostjo in čustvi: bolj kot je bil scenarij ogaben, žalosten, navdajoč s strahom in jezo bolj je bil ocenjen kot nemoralen. Ugotovili so, da sta bila jeza in gnus bolj povezana z moralnimi sodbami kot druge emocije in tudi, da je označevanje nemoralnosti bolj povezano z jezo kot z gnusom. Druga študija je preučevala možnost, da se gnus pojavi, ko se z nemoralnimi dogodki pojavijo patogeni. Če je temu res tako je povezava med gnusom in moralnimi sodbami zgolj naključna. Sestavljena je bila iz moralnih in nemoralnih scenarijev, ki pa so vključevali patogene ali pa ne. Za vsak scenarij so udeleženci izbrali eno čustvo: veselje, žalost, jezo, strah, presenečenje, gnus, ogorčenost, žaljivost ali nič od tega. Ocenili so tudi intenzivnost emocije in moralnost. Gnus se je pogosteje pojavljal v situacijah, ki so vključevale patogene, redko pa se je pojavljal v situacijah brez njih.
Russell in Giner-Sorrolla (2013) sta v svoji raziskavi ugotavljala ali gnus vpliva na presoje in sodbe udeležencev. Udeleženci raziskave so prebrali kopijo sodnega postopka, ki je bil izveden zaradi umora. Pri tem so prevzeli vlogo sodnika in podali svojo razsodbo. Rezultati raziskave so pokazali, da so tisti udeleženci, ki so ob prebiranju sodnega postopka izražali visoko stopnjo gnusa, obtožili obtožence, da so krivi za svoj zločin. Tisti, ki so gnus manj izražali, o krivdi obtožencev niso bili prepričani. Raziskovalca sta ugotovila, da so osebe, ki so doživljale in izražale visoko stopnjo gnusa, bile bolj nagnjene k maščevanju in so obtožencem dodelile hujše kazni.
Jones in Fitness (2008)   sta v svoji raziskavi ugotavljala ali ljudje doživljajo gnus v odnosu do oseb, ki kršijo zakon in moralne norme. Udeležence  v raziskavi sta razdelila v eksperimentalno in kontrolno skupino. Tisti v eksperimentalni skupini so prebrali štiri opise kriminalcev, tisti v kontrolni skupini pa štiri opise ne-kriminalcev. Po tem so udeleženci reševali naloge dopolnjevanja besed v stavkih. Nekatere besede so bile povezane z gnusom, nekatere pa s čiščenjem. Na koncu so si udeleženci izbrali zastonj darila. Na izbiro so imeli  izdelke, ki so bili povezani s čiščenjem in še nekatere druge predmete. Rezultati so pokazali, da so udeleženci v eksperimentalni skupini ob prebiranju opisov o kriminalcih izražali več gnusa kot tisti v kontrolni skupini. Udeleženci iz eksperimentalne skupine so hitreje dopolnili besede povezane z gnusom in čiščenjem. Na koncu raziskave so si pogosto izbrali čistilni izdelek, ker naj bi doživljanje gnusa vplivalo na potrebo po očiščenju, medtem ko so udeleženci iz kontrolne skupine izbirali druge predmete. Raziskovalca sta prišla do ugotovitve, da gnus vzbudijo že same osebe, ki naredijo neko kaznivo dejanje.
Eskine, Kacinik in Prinz  so v študiji, ki je bila izvedena leta 2001 raziskovali, ali moralni gnus izvira iz fizičnega gnusa. Udeležence sta naključno razdelila v 3 skupine. Ena skupina je zaužila pijačo grenkega, druga skupina pijačo sladkega okusa, tretja skupina pa je zaužila vodo, ki je nevtralnega okusa. Nato jim je bilo predstavljenih 6 moralno spornih dogodkov oz. situacij in vsak je moral presoditi kako moralno nesprejemljiv se mu zdi posamezen dogodek oz. situacija. Rezultati so pokazali, da so udeleženci, ki so pred nalogo zaužili grenko pijačo (ki je v njih vzbudila občutke gnusa) opisane dogodke oz. situacije ocenjevali kot bolj nesprejemljive, kot so iste dogodke ocenjevali udeleženci, ki so zaužili sladko oz. po okusu nevtralno pijačo. Raziskava je potrdila, da na moralno presojanje vplivajo senzorne informacije in poudarila intenzivnost povezave med gnusom in moralo. Prav tako je bilo ugotovljeno, da obstajajo razlike med vplivom gnusa na moralno presojanje konservativno in liberalno opredeljenih posameznikov. Konservativno opredeljeni, ki so občutili gnus, so prekrške presojali bolj ostro, kot so iste prekrške presojali liberalno opredeljeni.
Olantuji, Davidi in Ciesielski  so v študiji, ki so jo izvedli leta 2012 raziskovala kako gnus, ki ga posameznik občuti do samega sebe vpliva na njegove moralne sodbe. Udeleženci so izpolnili mero stopnje gnusa usmerjenega proti samemu sebi, mero simptomov depresivnosti in mero nagnjenosti k doživljanju posameznih vrst gnusa (osnovni gnus, gnus kot opomnik živalskosti in gnus, ki ga vzbudi kontakt s tujci ali z ljudmi, s katerimi si tega ne želimo). Nato so jim bili predstavljeni opisi vsakdanjih dejanj (ki niso moralno sporna), opisi zmernih prekrškov in opisi hudih prekrškov. Za vsako opisano dejanje so morali oceniti stopnjo gnusa, ki ga doživljajo ob posameznem dejanju in stopnjo kazni, ki si jo zasluži vršilec posameznega dejanja. Rezultati so pokazali, da so posamezniki, ki so doživljali gnus usmerjen proti samemu sebi vsakdanja dejanja, ki niso bila moralno sporna ocenili kot bolj gnus vzbujajoča in zaslužna kazni kot zmerne in hude prekrške. Raziskava je dokazala, da posameznik, ki do samega sebe doživlja gnus podaja manj strožje presoje moralnih prekrškov. Na dobljene rezultate je vplival le gnus do samega sebe, ne pa tudi individualne razlike v nagnjenosti k doživljanju gnusa oz. simptomi depresivnosti (ti dve spremenljivki sta bili nadzorovani).
Vse omenjene raziskave so potrdile, da prisotnost gnusa v situacijah, ki zahtevajo moralno presojo, lahko vpliva na to, da bomo situacijo vrednotili kot bolj napačno oz.nesprejemljivo. V raziskavah se je pokazalo, da nemoralno vedenje izzove gnus. Prav tako na našo moralno presojo vpliva dejstvo, da smo nekateri ljudje bolj nagnjeni k čutenju gnusa, ko smo izpostavljeni fizičnim stimutacijam. Raziskave potrjujejo, da ljudje, pri katerih je ta nagnjenost visoka, tudi moralne situacije ocenjujejo strožje in gnus doživljajo že zaradi oseb, ki storijo neko kaznivo dejanje. Gnus vpliva na moraliziranje dejanj veliko bolj kot je včasih. Kljub temu, da je primarna naloga gnusa,da nas veruje pred zastrupitvijo in destruktivnimi vplivi, postaja njegov vpliv na moraliziranje vse bolj prevladujoč.